# Список улиц Пензы
По состоянию на октябрь 2023 года в городе Пенза насчитывается 2 проспекта, 763 улицы, 607 проездов, 1 переезд, 78 переулков, 6 тупиков, 14 площадей, 1 шоссе, 1 бульвар, 7 скверов, 2 Военных городка, 12 кордонов, 1 строение и ряд других территорий.

## История развития пензенских улиц
История развития пензенских улиц начинается с момента возникновения города в XVII в. В конце XVII — начале XVIII вв. с возникновением посада и слобод, появляются и улицы — Пушкарская, Верхняя и Средняя Пешие, Посадская, Стародрагунская. Возникновение некоторых улиц было связано с развитием ремесла, например, Кузнечный порядок. О развитии торговли говорят названия таких площадей, как Ярмарочная, Базарная, Сенная, Хлебная, Зелёная, Щепная. Вплоть до 1917 года в Пензе были такие торговые ряды, как Мясной, Мучной, Кожевенный, Дегтярный, Игольный, Железный, Толкучий. Некоторые улицы старой Пензы вообще не имели названия, а обозначались, например, так: Набережная от монастыря до бани Смирнова, Деревянные кузницы лицом к городу, Каменные кузницы в Проломе близ Городка. Улицы, расположенные рядом с церквями, носили их названия (Введенская, Троицкая, Рождественская, Боголюбская).
В феврале 1919 года президиум городского Совета переименовал ряд улиц Пензы. Так Предтеченская улица была переименована в Бакунинскую улицу, улица Попова Гора — в улицу Боевая Гора, Лекарская улица — в Володарскую улицу, Араповская улица — в улицу Герцена, Рождественская улица — в улицу Максима Горького, Мироносицкий порядок — в Гражданскую улицу, Евстифеевская улица — в Дальнюю улицу, Сперанская улица — в Железнодорожную улицу, Пушкарская улица — в Пулемётную улицу, Карповская улица — в Заречную улицу, Верхне-Покровская улица — в улицу Фридриха Адлера, Троицкая и Театральная улицы (ныне улица Кирова) — в улицу Карла Либкнехта, улица Поповка — в Боевую улицу, улица Гусиловка — в Коммунистическую улицу, Дворянская улица — в Красную улицу, улица Ишеева Горка — в улицу Красная Горка, улица Берёзовка — в улицу Рабочего Кутузова, улица Козье Болото — в Либерсоновскую улицу, Конная улица (или Большая Конная) — в Луначарскую улицу, Садовая улица — в улицу Розы Люксембург, Никольская улица — в улицу Карла Маркса, Митрофаньевская улица — в Кладбищенскую улицу, Керенская улица — в Осадную улицу, Монастырская улица — в Отдалённую улицу (ныне Отдельная), улица Большая Кочетовка — в Плехановскую улицу, Александровская улица — в Пролетарскую улицу, Панчулидзеевская улица — в улицу Рабочего Ухтомского, Муравьёвская улица и Муравьёвский порядок — в Рабочую улицу и Рабочий порядок, улицы Большая Глебовка и Малая Глебовка — в Большую и Малую Радищевские улицы, Боголюбовский порядок — в Революционную улицу, Губернаторская улица — в Советскую улицу, Старо-Кузнечная улица — в улицу Кропоткина, Суворовская улица — в Троцкую улицу, улица Крутиловка — в Трудовую улицу, Казанская улица — в улицу Урицкого, Соборная площадь — в Советскую площадь. Кроме того, в 1919 году Нагорная улица включена в Либерсоновскую улицу. Также была образована Интернациональная улица за счёт слияния двух дореволюционных улиц — Московской и Селивёрстовской.
В советские годы город Пенза активно строился и развивался. В его черту был включён ряд населённых пунктов (посёлок Калашный Затон, село Новые Черкасы, посёлок Нахаловка, слобода Конная, слобода Новодрагунская, деревня Пушкарская Слобода, посёлок Согласие, посёлок Ахуны, посёлок Сосновка, посёлок Барковка, село Весёловка, село Кривозерье, село Терновка, поселок Аэропорт, посёлок Учхоз, посёлок Учхоз Сельхозтехникума, деревня Арбеково, поселок Арбеково, посёлок Побочино). Стремительно происходил и процесс формирования уличной сети. Большая часть существующих в данный момент в Пензе улиц, проездов и переулков возникла в советское время. В городе были построены новые улицы. Кроме того, включение ряда населённых пунктов в черту Пензы привело к появлению в городе их улиц. В советские годы, в частности, образовались улица и проезды 40 лет Октября, улица и проезд 8 Марта, улица Антонова, Бекешская улица, улица Долгорукова, улица Измайлова, улица и проезд Клары Цеткин, Ладожская улица, Львовская улица, улица Мира, Нейтральная улица, Петровская улица, улица Попова, улица и проезды Рахманинова, Ростовская улица, улица и проезды Терновского, Ульяновская улица, улица Чаадаева, улица Чапаева, площадь Ленина, площадь Победы и многие другие.
Возникновение новых улиц сопровождалось активным переименованием уже существующих. Этот процесс происходил на протяжении всего советского периода.
Так, в 1927 году бывшей Солдатской улице, Ново-Крутиловке было дано современное название улица Ворошилова. В том же 1927 году Пулемётной улице было возвращено название Пушкарская улица (через некоторое время вновь присвоено название Пулемётная). Также в 1920-е годы улица Малая Крутиловка была переименована в Западную улицу (1927), улица Фридриха Адлера — в улицу Калинина (1926), из части Интернациональной улицы (к северу от железной дороги) образована улица Каракозова (1927), Касаткин порядок — в улицу Касаткина (1924), Соколовская улица была переименована в Киевскую улицу (1927), Новая Горяйновская улица — в Коммунальную улицу (1927), улица Зады Инвалидной — в Мебельную улицу (1927), улица Воронцовский порядок — в Насосную улицу (1927), Ярмарочная площадь — в Октябрьскую улицу (1924), улица Рабочего Ухтомского — в улицу Пугачёва (1927), Толстовская улица — в улицу Толстого, Всехсвятский порядок — в Вокзальную улицу (1927), Троцкая улица — в Суворовскую улицу (1927), улица Большая Романовка — в улицу Ухтомского (1927), улица Розы Люксембург — в Садовую улицу (1930). Отрезок Интернациональной улицы, находящийся к северу от железнодорожного полотна Сызрано-Вяземской железной дороги, был переименован в Парковую улицу.
В 1930-х гг. улицу Адлерберговскую переименовали в Авиационную (1938), улицу Поповку — в улицу Байдукова (1937), улицу Инвалидную — в улицу Баумана (1938), улицу Польскую — в улицу Белякова (1937), улицу Кулибинскую — в улицу Береговую (1937), улицу Пешую — в улицу Богданова (1939), улицу Овраг — в улицу и проезды Вишнёвые (1937), улицу Тимаковку — в улицу Водопьянова (1937), улицу Трубочную — в улицу Велосипедную (1937), улицу Лягушовку — в улицы Громова (1937) и Литвинова (не позднее 1937), улицу Вигелевскую — в улицу Дзержинского (1935), улицу Стародрагунскую — в улицу Стаханова (1937), улицу Жемчужниковскую — в улицу Жемчужную (1937), улицу Карауловскую — в улицу Инициативную (1937), улицу Инженерную — в улицу ИТР (ранее 1937), улицу Козловку — в улицу Каляева (1937), улицу Суворовскую — в улицу Куйбышева (1935), улицу Всехсвятскую — в улицу Маяковского (1937), улицу Графовскую — в улицу Станционную, улицу Полкановку — в улицу Павлова (1937), улица Позднеевскую — в улицу Пензенскую (1937), Носков переулок — в улицу Степана Разина (1937), улицу Нижне-Преображенскую — в улицу Салтыкова-Щедрина (1937), улицу Введенскую — в улицу Свердлова (1937), улицу Симоновскую — в улицу Серафимовича (1937), улицу Петровскую — в проезд Серафимовича (1937), Дерибасовский порядок — в улицу Староречную (1937), улицу Таганцевскую — в улицу Тельмана (1937), улицу Приютскую — в улицу Транспортную (1936), улицу Мешок — в Транспортный переулок (1936), улицу Котельную — в улицу Часовую (1937), улицу Ново-Троицкую — в улицу Чехова (1937), улицу Поперечно-Покровскую — в улицу Чкалова (1937), улицу Швецовскую — в улицу Шевченко (1937), улицу Зады Подгорной и Красной горки — в Южные улицу, проезд и тупик (1937), Архангельскую площадь — в площадь Куйбышева (1935). Кроме того, в 1935 г. улице Кураева (бывшей ранее улицей К. Либкнехта) было присвоено наименование улица Кирова, а в 1937 г. части улицы Интернациональной было возвращено прежнее название улица Московская (вместе с южным отрезком улицы Селивёрстовской).
Некоторые изменения произошли во время Великой Отечественной войны и первые послевоенные годы. В частности, в 1944 г. улица Малая Фёдоровка была переименована в улицу Ставского, в 1946 г. улица Кладбищенская — в улицу Ново-Тамбовскую, в 1947 г. улица Чембарская — в улицу Бурденко, в 1950 году улица Кропоткина — в улицу Суворова.
В 1950—1960-е гг. 2-й Озёрный проезд переименовали в улицу Астраханскую (1966), улицу Большая Дорога — в улицу Аустрина (1967), улицу Бакунинскую — в улицу Бакунина (1960-е), улицу Цеховую — в улицу Беляева (1965), Сталинградские улицу и проезды — в Волгоградские улицу и проезды (1962), улицу Володарскую — в улицу Володарского (1960-е), улицу Велосипедную — в улицу Гагарина (1961), улицу Социальную — в улицу Гладкова (1959), улицу Гегеля — в Гоголевский переулок (1953), проезд Попова — в проезд Дарвина, улицу Стаханова — в улицу Долгова (1962), улицу Пулеметную — в улицу Замойского (1959), улицы Обводную и Мирную — в улицу Зарубина (1966), Городок — в улицу Карпинского (1965), улицу Боевую — в улицу Ключевского (1966), часть улицы Горяйновской — в улицу Космодемьянской (1956), улицу Овраг кирпичных сараев — в улицу Костычева (1963), улицу Волковскую — в улицу Ватутина (1956), улицу Сенную — в улицу Куприна (1966), из бывшей улицы Нагорной образована улица Кураева (1960), улицу Рабочего Кутузова переименовали в улицу Кутузова (1960-е), улицу Автосвечную — в улицу Леонова (1965), улицу Садовую — в улицу Лермонтова (1964), улицу Либерсоновскую — в улицу Либерсона (1960-е), улицу Привокзальную — в улицу Локомотивную (1966), Озёрные тупик и проезд — в проезд Ломоносова (1966), улицу Луначарскую — в улицу Луначарского (1960-е), улицу Строительную — в улицу Маркина (1963), улицу Южно-Полянскую — в проезд Маркина (1966), Складской проезд — в проезд Металлистов (1966), улицу Станционную — в улицу Мостовую (1966), улицу Титова — в улицу Орджоникидзе (1966), улицу Лопатина — в улицу Островского (1966), улицу Лермонтовскую — в улицу Павлушкина (1964), улицу Комсомольскую — в улицу Пархоменко (1955), улицу Спортивную — в улицу Планетную (1966), улицу Плехановскую — в улицу Плеханова (1960-е), улицу Северную — в улицу Пригородную (1966), улицу Привокзальную — в улицу Путевую (1966), нечётную сторону улицы Сборной — в улицу Славы (1967), улицу Западную — в улицу Солнечную (1966), улицу Вокзальную — в улицу Тухачевского (1966), улицу Боровую — сначала в улицу Бороновую (1956), а затем в улицу Цветочную (1966). В 1970 г. в честь 25-летия со дня Победы Советского Союза в Великой Отечественной войне часть улицы Луначарского и вся улица Урожайная были переименованы в проспект Победы.
Значительное число переименований произошло в 1970-е гг. В первую очередь это было связано с присоединением к городу сёл Терновки, Весёловки и Кривозерья.
В частности, в Терновке улица Пензенская была переименована в улицу Бакинскую (1978), улица Подгорная — в улицу Батумскую (1978), улица Гагарина — в улицу Башмаковскую (1978), улица Кураева — в улицу Брестскую (1978), улица Совхозная — в улицу Вадинскую (1978), улица Кирова — в улицу Воронежскую (1978), а улицы Отдельная, Новая, Первомайская — в 1-3 Воронежские проезды (1978), улица Пугачёва — в улицу Гомельскую (1978), улица Луговая — в улицу Днепропетровскую (1978), улица Полевая и Новый Порядок — в улицу Донецкую (1978), улица Черняховского — в улицу Ереванскую (1978), улица Белинского — в улицу Ивановскую (1978), улицу Школьная — в улицу Кишинёвскую (1978), улица Горького — в улицу Колышлейскую (1978), улица Комсомольская — в улицу Краснодарскую (1978), улица Сурская — в улицу Красноярскую (1978), улица Крупской — в проезд Павлика Морозова (1978), улица Рабочая — в улицу Мурманскую (1978), улица Луначарского — в улицу Николаевскую (1978), улица Чапаева — в улицу Новгородскую (1978), улица Калинина — в улицу Петровскую (1978), улица Красная — в Петровский проезд (1978), улица Пионерская — в улицу Полтавскую (1978), улица Тропинина — в Полтавский проезд (1978), улица Коммунистическая — в улицу Ростовскую (1978), улица и проезд Чкалова — в Сухумские улицу и проезд (1978), улица Щорса — в улицу Таганрогскую (1978), улица Г. Титова — в улицу Ташкентскую (1978), улицы Кутузова и Береговая — в 1-й и 2-й Ташкентские проезды (1978), улица Терновская — в улицу Терновского (1975), улица Набережная — в 1-й проезд Терновского (1978), Кооперативный проезд — во 2-й проезд Терновского (1978), улица Лермонтова — в 3-й проезд Терновского (1978), улица Юбилейная — в 4-й проезд Терновского (1978), улица Пушкина — в 5-й проезд Терновского (1978), улица и переулок Ухтомского — в Уфимские улицу и проезд (1978), улица Советская — в улицу Челябинскую (1978). Кроме того, в 1978 г. улица Маяковского была присоединена к улице Павлика Морозова, а улицы Ленина и Шоссейная были объединены в одну и в связи с тем, что они являются продолжением улицы Терновского, названы именем Г. В. Терновского.
В Весёловке в 1978 г. улица и проезды Бугровка, а также часть улицы Новая Бугровка были переименованы в Вологодские улицу и 1—2-й проезды. В том же году улица Дачная получила новое название улица Запорожская, улица Восточная — улица Кондольская, Советская улица и Новенькая улица с проездами — Львовские улица и проезды, Школьные улица и проезд — Пермские улица и проезд, улица Ленина — улица Подольская, улица Радищева — улица Симферопольская, Восточный переулок — улица Ставропольская, улица Строительная — улица Тамалинская, улица Ключевая — улица Ферганская, улица Октябрьская — улица Хабаровская, улица Бугровка — улица Энгельса. Годом позже из улицы Садовой образована улица Курская, а в апреле 1980 г. улицы Садовая и Лесная были объединены в одну и переименованы в улицу Зеленодольскую.
В Кривозерье в 1978 г. из улиц Дзержинского и Луговой образовались улица Батайская и соответствующие проезды, из улицы Заречной — улица Бийская, из улицы и проездов Лермонтова, а также части улицы Пески — Бухарские улица и проезды, из другой части улицы Пески — улица Ижевская, из улицы и проездов Белинского — Черниговские улица и проезды, из улицы Озёрной — улица Шемышейская.
Кроме того, в 1970-е гг. имелись и другие случаи переименования улиц. В частности, в 1971 г. в районе станции Пенза III улица Городищенская была переименована в честь работника пензенской милиции, погибшего на боевом посту при охране общественного порядка, старшего лейтенанта К. И. Злобина. В этом же году в районе Западной поляны улица Туристическая стала носить имя лётчика-космонавта В. И. Пацаева, трагически погибшего при разгерметизации спускаемого аппарата во время посадки «Союза-11». В 1972 г. улицу Объединённую переименовали в Бекешскую в честь дружбы трудящихся Пензенской области с областью Бекеш, с городом Бекешчаба Венгрии. С мая 1972 г. в честь Маршала Советского Союза, дважды Героя Советского Союза Н. И. Крылова был переименован Больничный переулок. В феврале 1973 г. в честь активного участника Октябрьской социалистической революции и гражданской войны, балтийского моряка Н. Ф. Измайлова была переименована улица Проточная. В апреле 1975 г. Кузнечный порядок стал называться улицей Кузнецкой. В том же 1975 г. проезд Рогатка, являющийся продолжением улицы Беляева, был присоединён к ней под тем же названием. В канун 60-летия Октябрьской социалистической революции улицу Наземную в районе завода КПД переименовали в честь чекиста И. Е. Егорова. Также в 1977 г. в Маньчжурии улица МОПРа стала носить имя генерала-майора авиации, Героя Советского Союза Ф. Г. Коробкова. С октября 1978 г. улица Ватутина в центре города была названа именем советского партийного деятеля Ф. Д. Кулакова. В 1979 г. по просьбе строительных организаций города улицы Верстовского и Лядова были переименованы в проспект Строителей. В 1979 г. в связи с 325-летием воссоединения Украины с Россией, в целях увековечения дружбы между трудящимися Пензенской и Тернопольской областей улица Глиэра была переименована в улицу Тернопольскую.
В последние годы существования СССР произошёл ряд изменений в названиях улиц. В Арбеково в декабре 1981 года в ознаменование 40-летия разгрома Советской Армией гитлеровских войск под Москвой, а также учитывая пожелания ветеранов Великой Отечественной войны 1941—1945 гг. и граждан города, 2-й проезд Бородина был переименован в улицу политрука Василия Клочкова, участвовавшего в составе 316-й дивизии генерала И. В. Панфилова в разгроме немецко-фашистских войск под Москвой. В том же году в микрорайоне Южной поляны улица Подгорная была переименована в улицу Ватутина. В центральной части города в октябре 1985 г. улица Коммунальная была переименована, и ей дано имя Героя Советского Союза В. Г. Захарова. Также с октября 1985 г. улица Южная стала носить имя Героя Советского Союза гвардии генерал-майора Анатолия Андреевича Краснова. В Терновке осенью того же года улица Электрическая была переименована в улицу Пушанина в честь Героя Советского Союза Иван Ивановича Пушанина. В 1986 г. Новая площадь была переименована в площадь Дружбы. В марте 1988 г. Пензенский горисполком, учитывая многочисленные просьбы жителей района и президиума Первомайского общества охраны памятников истории и культуры, переименовал улицу Хабаровскую в улицу Мереняшева в честь Героя Советского Союза А. И. Мереняшева. Решением Пензенского горисполкома в октябре 1989 г. улицы и проезды Жданова в районе Цыганского посёлка были переименованы в улицы и проезды Придорожные, как идущие вдоль железной дороги.
Первое десятилетие после распада Советского Союза отмечено некоторыми изменениями в уличной сети Пензы. В частности, в 1995 г. в центре города Центральная площадь была переименована в площадь Жукова в связи с 50-летием Победы над фашистской Германией в Великой Отечественной войне. Ряд улиц появилось в микрорайоне «Автодром». Так, например, не позднее 1997 г. возникли улицы Большая Арбековская, Большая поляна, улица Виражная и 1 — 2 Виражные проезды, улица Хорошая и переулок Хороший, улица Яблоневая, улица Ясная. Решением Пензенской городской Думы от 27.11.1998 № 267/24 «О присвоении наименования улице в новой жилой застройке» в районе улицы Подольской улице в новой жилой застройке присвоено наименование «1-й проезд Подольский». В соответствии с Решением Пензенской городской Думы от 26.03.1999 № 326/29 "О присвоении наименований улиц в районе «Междуречье» и станции «Кривозеровка» в микрорайоне станции «Кривозёровка» вновь образованным улицам присвоены наименования 1-я Дальнереченская, 2-я Дальнереченская, 1-я Заозёрная, 2-я Заозёрная, 1-й Заозёрный переулок, 2-й Заозёрный переулок, 3-й Заозёрный переулок, Заозёрный проезд, Родниковая, Родниковый переулок. В микрорайоне «Междуречье» вновь образованным улицам присвоены наименования Айвазовского, Кустодиева, Рокотова, Федотова, Брюллова, Васнецова, Горюшкина-Сорокопудова.
В настоящее время уличная сеть также развивается достаточно активно. Новые улицы появляются в микрорайонах «Тепличный», «Совхоз Заря», «Заря-1», «Заря-2», «Кривозерье», «посёлок Монтажный», «Арбеково», «Междуречье», «Дегтярный Затон», «Арбеково-5» и др. В районе Олимпийской аллеи строятся коттеджные посёлки «Дубрава» и «Горки». Наименования образованным улицам присвоены законодательными и нормативными актами Пензенской городской Думы, а также Законодательного Собрания Пензенской области. За первые два десятилетия XXI века были приняты следующие нормативные акты, согласно которым улицам присвоены наименования:
- согласно Решению Пензенской городской Думы от 24.11.2000 № 641/52 «О присвоении наименования улицам в новой жилой застройке микрорайона № 4 „Заря-1“ Октябрьского района» в новой жилой застройке микрорайона № 4 «Заря-1» улицам присвоены наименования Большая Брусничная, Малая Брусничная, 1 — 7 Брусничные проезды[9];
- согласно Решению Пензенской городской Думы от 29.06.2001 № 113/8 "О присвоении наименования улицам в новой жилой малоэтажной застройке «Юго-Западнее Тепличного комбината» улицам в новой жилой малоэтажной застройке «Юго-западнее Тепличного комбината» присвоены наименования Юго-Западная, Декоративная, Верхняя, Нижняя, им. М. А. Булгакова, им. К. Г. Паустовского, им. М. М. Пришвина, им. Ф. И. Тютчева, им. А. А. Фета, им. А. А. Блока, 1-й и 2-й Нижние проезды, проезд К. Г. Паустовского, проезд М. А. Булгакова[10];
- согласно Решению Пензенской городской Думы от 30.11.2001 № 169/12 «О присвоении наименования улицам в микрорайоне № 9 малоэтажной жилой застройки „Заря-2“» улицам в микрорайоне № 9 малоэтажной жилой застройки «Заря-2» присвоены наименования Фруктовая, Медовая, Анисовая, Игристая[11];
- согласно Решению Пензенской городской Думы от 14.02.2002 № 206/14 "О присвоении наименования улице, идущей к группе жилых домов в районе совхоза «Победа» улице, идущей от улицы Аустрина к группе индивидуальных жилых домов, расположенных в районе совхоза «Победа» с южной стороны лагеря и труда и отдыха «Железнодорожник» и западнее базы «Пензасбыт» наименования улица Звёздная[12];
- согласно Решению Пензенской городской Думы от 29.03.2002 № 249/18 «О присвоении наименования улицам в новой жилой малоэтажной застройке в районе улиц Бухарской, Ижевской, Орловской, Харьковской» улицам в новой жилой малоэтажной застройке в районе улиц Бухарской, Ижевской, Орловской, Харьковской присвоены наименования Бухарский переулок и 1-й проезд Харьковский[13];
- согласно Решению Пензенской городской Думы от 29.11.2002 № 375/27 «О присвоении наименований улицам в районе промышленной застройки поселка Монтажный» улицам в районе промышленной застройки посёлка Монтажный присвоены наименования улица Дальневосточная, улица Сибирская, проезд Сибирский[14];
- согласно Решению Пензенской городской Думы от 28.03.2003 № 427/32 «О присвоении наименований улицам в микрорайонах Заря-2 и Дегтярный затон» в микрорайоне Заря-2 образованы улицы Зелёная горка, Изумрудная, Земляничная, Клубничная, Прохладная, 1-й, 2-й, 3-й, 4-й, 5-й, 6-й Земляничные проезды, в микрорайоне Дегтярный затон — улицы Живописная и Тенистая, в районе городской свалки — улица Осенняя[15];
- согласно Решению Пензенской городской Думы от 26.11.2004 № 820/61 «О присвоении наименований улицам города Пензы» в микрорайоне Арбеково-5 Ленинского района образован Яблоневый переулок, в микрорайоне «Заря-1» Октябрьского района — улица Черничная, в зоне отдыха «Светлая поляна» Железнодорожного района — улица Курортная, в Кривозерье Первомайского района — Ижевский проезд, в совхозе «Заря» Октябрьского района — 1-й и 2-й Садовые проезды[16];
- согласно Решению Пензенской городской Думы от 29.04.2005 г. № 90-9/4 «О присвоении наименования улице г. Пензы» улице в районе новостроек Засурского лесничества Железнодорожного района г. Пензы присвоено название «улица имени 354-й стрелковой дивизии»[17];
- согласно Закону Пензенской области от 22.02.2007 г. № 1217-ЗПО «О присвоении улице в городе Пензе имени И. И. Левитана» улице в городе Пензе, расположенной в микрорайоне «Междуречье-2», присвоено имя Исаака Ильича Левитана[18];
- согласно Решению Пензенской городской Думы от 23.04.2010 года № 318-17/5 «О присвоении наименований улицам города Пензы» в Октябрьском районе города Пензы улице, соединяющей улицу Арбековская с трассой М-5 «Урал», присвоено наименование «65-летия Победы»[19];
- согласно Решению Пензенской городской Думы от 26.10.2010 года № 472-23/5 «О присвоении наименований улицам города Пензы» в микрорайоне «Междуречье» Первомайского района улицам присвоены наименования Берсенева, Мутовкина, Чиликанова, Яфарова, Кузнецова, Рузляева, в районе улиц Чебышева — Мереняшева — 5-й — 8-й Симферопольские переулки, в районе Тепличного комбината — улица Швецова, улица Сергеева, улица и проезд Евстифеева. В Ленинском районе в микрорайоне «2-я очередь Арбеково-5» — проезд Рябиновый, в районе улицы Беговой — улица Прогулочная. В Железнодорожном районе в микрорайоне «Шуист» — улица и проезд Бадигина, улица Татлина, улица и проезд Лажечникова, улица и проезд Будищева, в микрорайоне «Сосновка» — 3-й проезд Добролюбова, в микрорайоне «Дегтярный затон» — проезды Тенистый и Живописный. В Октябрьском районе в микрорайоне «Бессоновская гора — поселок „ЗИФ“» — 1-й, 2-й, 3-й, 4-й, 5-й, 6-й, 7-й, 8-й, 9-й, 10-й Малиновые проезды, 1-й, 2-й, 3-й, 4-й, 5-й Малиновые переулки, 3-й проезд Архангельского и 1-й проезд Шоссейный. В микрорайоне совхоз «Заря» — 3-й и 4-й Садовые проезды. В микрорайоне «Заря-2 мкр. 4» — улица Таганцева, улица и проезд Ступишина. В микрорайоне «Поселок „Побочино“» — улица и проезд Селиверстова, улица Татищева, улица и 1-й, 2-й, 3-й проезды Сперанского. В микрорайоне «Заря-2 мкр. 11» — улицы Ежевичная, Абрикосовая, Персиковая, проезд Абрикосовый. В микрорайоне «Заря-1 мкр. 1» — улица и проезд Спрыгина, улица Ладыгиной-Котс, улица и проезд Рамеева. В микрорайоне «Заря-2 мкр. 8 — 10» — улица и проезд Гвоздева, улица и 1-й, 2-й проезды Буслаева. В микрорайоне «Заря-2 мкр. 1 — 2» улица, переулок, 1-й, 2-й, 3-й, 4-й, 5-й, 6-й, 7-й, 8-й проезды Мозжухина[20];
- согласно Решению Пензенской городской Думы от 21.12.2010 года № 504-24/5 «О присвоении наименований улицам города Пензы» улице в микрорайоне «Междуречье» Первомайского района присвоено наименование улица Петрачкова, а улице в Октябрьском районе — улица Лозицкой[21];
- согласно Решению Пензенской городской Думы от 24.06.2011 г. № 657-29/5 «О присвоении наименований улицам города Пензы» (в ред. «Решения» Пензенской городской Думы от 30.09.2011 № 723-31/5) в Первомайском районе образована улица Лавровой, в Железнодорожном районе — Казанский переулок и улица Столыпина, в Октябрьском районе — в микрорайоне «Совхоз „Заря“» — 5-й Садовый проезд, а в микрорайоне «Заря-1 мкр.3» улица Руслановой, в районе улицы 65-летия Победы — улица Генерала Глазунова[22];
- согласно Решению Пензенской городской Думы от 29.03.2013 г. № 1163-49/5 «О присвоении наименований улицам города Пензы» в Первомайском районе в районе улицы Зеленодольская созданы улицы Полянка и Летняя[23];
- согласно Решению Пензенской городской Думы от 21.02.2014 г. № 1426-59/5 «О присвоении наименования улице города Пензы имени Героя Российской Федерации Сергеева А. А.» в районе новой застройки района «Заря» улице присвоено имя Героя России Сергеева[24];
- согласно Решению Пензенской городской Думы от 21.02.2014 г. № 1427-59/5 «О присвоении наименований улицам города Пензы» в Октябрьском районе города Пензы в районе улицы Юбилейной улицам присвоены наименования улица Счастливая, Райская, Барышникова, Застрожного, Киселёвой, Вигель, Городецкого, Родионова, Книгина[25];
- согласно Решению Пензенской городской Думы от 30.05.2014 г. № 1526-62/5 «О присвоении наименований улицам города Пензы» в восьмом микрорайоне третьей очереди строительства Арбеково присвоено наименование улица Бутузова[26];
- согласно Решению Пензенской городской Думы от 27.03.2015 г. № 135-7/6 «О присвоении наименований улицам города Пензы» в Первомайском районе улицам присвоены наименования Основная, Высокая, Журавского, Тихая, Зимняя[27];
- согласно Решению Пензенской городской Думы от 30.10.2015 г. № 300-13/6 «О присвоении наименования площади города Пензы» площади в районе улицы Суворова присвоено наименование Юбилейная площадь[28];
- согласно Решению Пензенской городской Думы от 23.12.2015 г. № 338-17/6 «О присвоении наименований улицам города Пензы» в микрорайоне «Заря» улицам присвоены наименования Сузюмова, Турищева[29];
- согласно Решению Пензенской городской Думы от 29.04.2016 г. № 436-21/6 «О присвоении наименований улицам города Пензы» в микрорайоне «Заря» улицам присвоены наименования Мясникова, Ревунова, а скверу, расположенному вблизи дома № 2 на улице Пушкина, имя Льва Ермина[30];
- согласно Решению Пензенской городской Думы от 30.09.2016 г. № 551-26/6 «О присвоении наименований улицам города Пензы» в микрорайоне «Заря» образована улица Адмирала Истомина, на территории II очереди жилого района Арбеково — V — улица Генерала Волкова, а на территории ТСЖ ВСК «Зелёная поляна» — улицы Котранского, Мещерская, Васильковая, Вечерняя, Майская, Грибная, Апрельская, 1-й и 2-й Васильковые проезды, Янтарный проезд, 1-й, 2-й, 3-й, 4-й, 5-й, 6-й, 7-й, 8-й, 9-й, 10-й, 11-й Мещерские проезды, Апрельский проезд, Малахитовый проезд[31];
- согласно Решению Пензенской городской Думы от 22.02.2017 г. № 639-31/6 «О присвоении наименований улицам города Пензы» в микрорайоне «Заря» образованы улицы Владимира Квышко и Дмитрия Шорникова[32];
- согласно Решению Пензенской городской Думы от 30.03.2018 г. № 922-43/6 «О присвоении наименования элементу планировочной структуры города Пензы» элементу планировочной структуры, расположенному в Ленинском районе города Пензы, присвоено наименование — сквер Бессмертного полка[33];
- согласно Решению Пензенской городской Думы от 30.03.2018 г. № 923-43/6 «О присвоении наименования элементу планировочной структуры города Пензы» элементу планировочной структуры, расположенному в Ленинском районе города Пензы, присвоено наименование — сквер 45-й Меридиан[34];
- согласно Решению Пензенской городской Думы от 30.03.2018 г. № 924-43/6 «О присвоении наименования элементу планировочной структуры города Пензы» элементу планировочной структуры, расположенному в Ленинском районе города Пензы, присвоено наименование — сквер Машиностроителей[35];
- согласно Решению Пензенской городской Думы от 29.06.2018 г. № 982-46/6 «О присвоении наименований элементам улично-дорожной сети города Пензы» элементам улично-дорожной сети, расположенным в Октябрьском районе города Пензы, присвоены наименования улиц Василия Юркина, Михаила Проценко, Сергея Кустова, Велозаводской, Широкой, Радостной, Плодовой, Надежды, Янтарной, Хрустальной, Усадебной, проездов 1-й, 2-й, 3-й, 4-й, 5-й, 6-й Велозаводских, 1-й, 2-й, 3-й Радостных, 1-й, 2-й, 3-й, 4-й, 5-й Плодовых, 1-й, 2-й Счастливых[36];
- согласно Решению Пензенской городской Думы от 29.06.2018 г. № 983-46/6 «О присвоении наименований элементам улично-дорожной сети города Пензы» элементу улично-дорожной сети, расположенному в Ленинском районе города Пензы, присвоено наименование — сквер Полярников[37];
- согласно Решению Пензенской городской Думы от 29.03.2019 г. № 1179-55/6 «О присвоении наименования элементу улично-дорожной сети города Пензы» элементу улично-дорожной сети, расположенному в Октябрьском районе города Пензы, присвоено наименование — улица Вячеслава Година[38];
- согласно Решению Пензенской городской Думы от 30.08.2019 г. № 1284-60/6 «О присвоении наименования элементу планировочной структуры в границах города Пензы» элементу планировочной структуры, расположенному в Ленинском районе города Пензы, присвоено наименование — сквер Воинской доблести[39];
- согласно Решению Пензенской городской Думы от 30.08.2019 г. № 1285-60/6 «О присвоении наименования элементу планировочной структуры в границах города Пензы» элементу планировочной структуры, расположенному в Ленинском районе города Пензы, присвоено наименование — сквер Героев-чернобыльцев[40];
- согласно Решению Пензенской городской Думы от 30.08.2019 г. № 1286-60/6 «О присвоении наименования элементу планировочной структуры в границах города Пензы» элементу улично-дорожной сети, расположенному в Железнодорожном районе города Пензы, присвоено наименование — улица Баталина[41];
- согласно Решению Пензенской городской Думы от 29.05.2020 г. № 176-10/7 «О присвоении наименований элементам улично-дорожной сети в границах города Пензы» элементам улично-дорожной сети, расположенным в Первомайском районе города Пензы, присвоены наименования — улицы Дивная, Лиственная, проезды 1-й, 2-й, 3-й, 4-й Лиственные, 1-й, 2-й, 3-й, 4-й Основные[42];
- согласно Решению Пензенской городской думы от 11.03.2021 № 341-20/7 «О присвоении наименования элементу улично-дорожной сети в границах города Пензы» элементу улично-дорожной сети, расположенному в Октябрьском районе города Пензы, присвоено наименование — проезд Нефтяник[43];
- согласно Решению Пензенской городской думы от 30.04.2021 № 401-22/7 «О присвоении наименования элементу улично-дорожной сети в границах города Пензы» элементу улично-дорожной сети, расположенному в Октябрьском районе города Пензы, присвоено наименование — улица Яшиной[44];
- согласно Решению Пензенской городской думы от 27.05.2022 № 651-37/7 «О присвоении наименования элементу улично-дорожной сети в границах города Пензы» элементу улично-дорожной сети, расположенному в Октябрьском районе города Пензы, присвоено наименование — улица Александра Захарченко[45];
- согласно Решению Пензенской городской думы от 27.05.2022 № 652-37/7 «О присвоении наименования элементу улично-дорожной сети в границах города Пензы» элементу улично-дорожной сети, расположенному в Октябрьском районе города Пензы, присвоено наименование — улица Героев Донбасса[46];
- согласно Решению Пензенской городской думы от 24.06.2022 № 670-38/7 «О присвоении наименования элементу улично-дорожной сети в границах города Пензы» элементу улично-дорожной сети, расположенному в Железнодорожном районе города Пензы, присвоено наименование — проезд Добролюбова 4-й[47];
- согласно Решению Пензенской городской думы от 31.05.2023 № 867-48/7 «О присвоении наименования элементу улично-дорожной сети в границах города Пензы» элементу улично-дорожной сети, расположенному в Октябрьском районе города Пензы, присвоено наименование — улица Героя России Жоги[48];
- согласно Решению Пензенской городской думы от 29.09.2023 № 998-53/7 «О присвоении наименований элементам улично-дорожной сети в границах города Пензы» элементам улично-дорожной сети, расположенным в Октябрьском районе города Пензы, присвоены наименования 1-й Таганцева проезд, 2-й Таганцева проезд, Народный проезд[49].

В наше время наименования некоторых улиц также претерпели изменения. В частности, Решением Пензенской городской Думы от 30 августа 2001 г. № 129/9 было возвращено почти первоначальное историческое название одной из них: Гоголевский переулок в микрорайоне «Центральный» был переименован в Спасо-Преображенскую улицу. Из КЛАДР и ФИАС исключена улица Матрунецкого микрорайона «Междуречье», а вместо неё образована улица Петрачкова. На основании Решения Пензенской городской Думы от 25 октября 2013 г. № 1326-55/5 проезд Аргунова переименован в улицу Локтионова. На основании Решения Пензенской городской Думы от 29.05.2009 г. № 56-6/5 «О переименовании улиц в упразднённых населённых пунктах Победа, Светлополянское лесничество, Камыши-Хвощи» в посёлке Победа улица Светлая переименована в улицу Отрадную, улица Луговая — в улицу Соловьиную, улица Полевая — в улицу Раздольную, улица Озёрная — в улицу Приозёрную, в Светлополянском лесничестве улицу Лесную переименовали в улицу Лесная слобода, в посёлке Камыши-Хвощи улицу Лесную — в улицу Камыши-Хвощи. По просьбе жителей неблагозвучное название улицы Горсвалка изменили на Осеннюю. Решением Пензенской городской Думы от 28.09.2017 г. № 795-37/6 «Об изменении наименования площади города Пензы» Советская площадь переименована в Соборную площадь.
Широкое распространение в Пензе получили улицы-«фантомы». Это улицы, которые содержатся в официальных справочниках КЛАДР и ФИАС, имеют принадлежность к какому-либо почтовому отделению, но при этом домов или строений на этих улицах нет. Объясняется это несколькими причинами:
1. все дома снесены или на этих улицах находятся объекты, не имеющие нумерации (например, дачи);
2. вновь образованные улицы находятся в процессе застройки;
3. несмотря на переименование, многие старые названия улиц не исключены из официальных справочников. Например, в КЛАДР и ФИАС можно найти как действующие наименования улиц Осенняя, Локтионова, так и прежние их названия Горсвалка и проезд Аргунова. В связи с присвоением наименования площади в районе улицы Суворова в справочниках встречается как наименование Юбилейная площадь, так и народное название Новая площадь. В ряде случаев не были исключены названия улиц, изменённые ещё в советское время. Так, например, в КЛАДР и ФИАС содержатся наименования улицы Вокзальной (переименована в улицу Тухачевского в 1966 г.), улицы Верстовского (преобразована в проспект Строителей в 1979 г.), улицы Наземной (переименована в улицу Егорова в 1977 г.), 2-го проезда Бородина (переименован в улицу Клочкова в 1981 г.), улицы Глиэра (переименована в улицу Тернопольскую в 1979 г.), улицы Объединённой (переименована в улицу Бекешскую в 1972 г.), Больничного переулка (переименован в улицу Маршала Крылова в 1972 г.), улицы Подгорной (переименована в улицу Ватутина в 1981 г.), улицы Южная поляна (переименована в проезд Маркина в 1966 г.), улицы Южной (переименована в улицу Краснова в 1985 г.).

## Типы пензенских улиц
Названия улиц и их типы весьма условны. Кроме того, с развитием Пензы и новостройками меняется внешний вид улиц. В городе Пензе расположены проспекты, улицы, проезды, переулки, тупики, площади, набережные, шоссе, бульвар, сквер, кольцо, дороги, а также различные территории.
Проспект — это большая широкая и прямая улица. В Пензе имеются проспекты Победы и Строителей. Проспект Победы имеет длину около 6 километров и проходит от улицы Пионерской до автомобильной дороги Москва — Самара в районе Арбеково. На проспекте находятся Пензенский колледж пищевой промышленности и коммерции, магазин «Буратино», супермаркет «Василёк», муниципальный хореографический ансамбль «Зоренька», Детская школа искусств г. Пензы имени Ю. Е. Яничкина, ОАО «Пензенский хлебозавод № 2», отделения Пензенского многопрофильного колледжа, Троллейбусное депо № 2, Пензенское производственное объединение «Электроприбор», ОАО «Пензтяжпромарматура», Храм-часовня Христа-Спасителя, Пензенский городской родильный дом, Пензенский областной госпиталь для ветеранов войн, культурно-развлекательный центр «Квадрат», магазин «Океан» и другие важные для города объекты. Здесь в 1977 году был открыт первый в городе подземный переход. Проспект Строителей также имеет длину порядка 6 километров, начинается от улицы 8 Марта и идёт до улицы Лядова. На этом проспекте расположены торгово-развлекательный комплекс «Коллаж», культурно-развлекательный комплекс «Изумрудный город», отделение Пензенского многопрофильного колледжа, Областной онкологический диспансер, торговый центр «Проспект», многопрофильная гимназия № 13, дворец спорта «Буртасы», Областная библиотека имени М. Ю. Лермонтова.
Улица — это два ряда домов и пространство между ними для прохода и проезда, а также само это пространство. Является стандартным наименованием элемента инфраструктуры города. С 31 мая 2023 года к этому типу геонима можно отнести 759 объектов. Старейшими улицами города, возникшими ещё во второй половине XVII в., являются улицы Богданова (ранее известна как улица Пешая, улица Средняя Пешая), Володарского (ранее улица Верхне-Посадская, улица Лекарская), Гоголя (ранее Старо-Драгунская слобода, Старо-Драгунская улица, Нижне-Покровская улица), Замойского (ранее Пушкарская слобода, улица Пушкарская, улица Пулемётная), Кирова (ранее улица Нижне-Посадская, улица 1-я Спасская, улица Троицкая и улица Театральная, улица Большая, улица Карла Либкнехта, улица Кураева), Куйбышева (ранее улица Верхняя Пешая, улица Суворовская, улица Троцкая), Карла Маркса (ранее улица Никольская), Московская (ранее улица Средне-Посадская, улица 2-я Спасская, улица Интернациональная), Чкалова (ранее улица Поперечно-Покровская), Старо-Черкасская. Центральной улицей Пензы является Московская улица, которая даёт представление об архитектуре старой Пензы. Это пешеходная зона. На Московской улице находится Мясной пассаж (здание № 85), здание филармонии (здание № 34), а также областной драматический театр имени А. В. Луначарского (здание № 89). В сквере на Московской улице можно увидеть одну из главных достопримечательностей Пензы — светомузыкальный фонтан, а также часы с кукушкой, которые исправно работают.
Проезд — это улица (обычно недлинная), соединяющая параллельные улицы. В Пензе находится 607 проездов. Из них 195 проездов расположены в Железнодорожном районе, 163 — в Октябрьском, 79 — в Ленинском, 170 — в Первомайском.
Переулок — это небольшая, обычно узкая улица, соединяющая собою две другие. В Пензе расположено 78 переулков. Из них 27 переулков относятся к Железнодорожному району, 7 — к Октябрьскому, 18 — к Ленинскому, 26 — к Первомайскому.
Тупик — это улица, не имеющая сквозного прохода и проезда. В Пензе имеется 6 тупиков: в Железнодорожном районе 1-й и 2-й Хользунова и в Первомайском районе Бригадный, Донецкий, Ивановский и Южный.
Площадь — открытое, архитектурно организованное, обрамленное зданиями, зелёными насаждениями пространство, входящее в систему городских пространств. По разным источникам в городе Пензе насчитывается 14 наименований площадей (Дружбы, Куйбышева, Ленина, Маршала Жукова, Мироносицкая, Юбилейная или Новая, Победы, Привокзальная Станции Пенза-1, Привокзальная Станции Пенза-3, Соборная, Троллейбусная, Ухтомского, Фонтанная. Большинство из них находится в центральной части города.
Набережная — улица вдоль реки или другого крупного водоёма [12]. В Пензе имеются Набережная реки Суры, Набережная реки Пензы, Набережная реки Мойки. При этом в настоящее время Набережная реки Пензы вообще не проходит вдоль реки Пензы, а по сути дела является набережной реки Суры. Название связано с тем, что до 1945 года на этой территории протекала река Пенза, которая впадала в Суру за Бакунинским мостом. С 1945 года река Сура изменила русло и пошла в этой части города по руслу реки Пензы [13], однако название улицы тем не менее сохранилось. Набережная реки Мойки в настоящее время также вообще не проходит вдоль реки Мойки, но фактически является набережной реки Суры от улицы Чкалова до улицы Замойского. Эта улица возникла вдоль протекавшей тогда в Пензе реки Мойки, которая до 1945 года впадала в реку Пензу в створе улицы Чкалова. С 1945 года река Сура изменила русло и река Мойка стала впадать в Суру, а в 1980-х годах река Мойка была в низовьях заключена в подземный прямоугольный коллектор[14].
Шоссе — дорога с искусственным покрытием обязательно с устройством на основе дорожного полотна поверх грунтового основания, и с канавами для стока воды по обочинам, а также магистральная улица, направленная на выезд из города, либо сохранившийся в городской черте участок старинной внегородской дороги [15]. В Пензе этот тип геонима присвоен 1 улице (Заводскому шоссе). Шоссе появилось в 1937 году и находится в Октябрьском районе между улицей Ленина и Железнодорожным переездом на улице Пролетарской.
Бульвар — широкая улица со скамейками, газонами и аллеями, предназначенными для пешеходного движения и кратковременного отдыха, проезжая часть занимает гораздо меньше места по ширине, чем газоно-пешеходная зона [12]. По состоянию на март 2018 г. в Пензе такой тип геонима присвоен 1 улице (Кленовый бульвар). Бульвар находится в микрорайоне Арбеково-5 Ленинского района.
Сквер — уличное образование, представлюящее собой благоустроенную и озеленённую территорию внутри жилой или промышленной застройки. 12 июня 2016 года на пересечении улиц Пушкина и Володарского открыт сквер, названный в честь первого секретаря обкома Л. Б. Ермина. С 30 августа 2019 года в Пензе находится 7 скверов: Ермина, Бессмертного полка, 45-й Меридиан, Машиностроителей, Полярников, Воинской доблести, Героев-Чернобыльцев.
Кольцо — улица, имеющая форму круга [12]. Например, на улице Садовое Кольцо микрорайона Сосновка в Железнодорожном районе основная группа зданий расположена в 3 круга.
Дорога — любой путь сообщения, который, как правило, выходит или исторически выходил за пределы городской черты [12](дорога «Москва — Челябинск», дорога «Пенза — Лунино»).
Территория — территория под местным самоуправлением [12]. В Пензе к таким территориям, например, относятся садоводческие товарищества, кордоны, лесничества, лагеря, местечко, железнодорожные станции, совхозы, строительные очереди, территории различных предприятий и учреждений и пр.

## Имена и улицы
В городе Пенза первое место по количеству названных в честь них или связанных с ними улиц принадлежит различным географическим объектам. Таких геонимов в городе насчитывается 274. Улицы Пензы названы в честь населённых пунктов и областей (г. Астрахани, обл. Бекеш и г. Бекешчаба Венгрии, г. Брянска, г. Баку, г. Балашова, г. Батайска, г. Батуми, р. п. Башмаково, г. Бийска, г. Бреста, г. Бухары, с. Вадинска, г. Волгограда, г. Вологды, г. Воронежа, г. Гомеля, г. Городище, г. Дальнереченска, г. Днепропетровска, г. Донецка, г. Еревана, г. Запорожья, г. Зеленодольска, г. Инсара, г. Иванова, г. Ижевска, г. Казани, г. Калуги, г. Каменки, пгт. Касторного, г. Киева, г. Кустаная, г. Кронштадта, г. Кишинёва, р. п. Колышлея, р. п. Кондоля, г. Краснодара, г. Красноярска, г. Кузнецка, г. Курска, г. Нижнего Ломова и с. Верхнего Ломова, р. п. Лунино, г. Ленинграда, г. Львова, р. п. Мокшана, г. Москвы, г. Минска, г. Моршанска, г. Мурманска, г. Николаева, г. Новгорода, г. Новороссийска, г. Омска, г. Одессы, г. Орла, г. Пензы, г. Пятигорска, г. Перми, г. Петровска, г. Подольска, с. Поим Белинского района, г. Полтавы, г. Рузаевки, г. Рязани, г. Ряжска, г. Ростова-на-Дону, г. Ртищево, г. Саранска, г. Сердобска, г. Серпухова, бывшего г. Сормово, г. Сумы, г. Саратова, г. Севастополя, г. Симферополя, г. Ставрополя, г. Сухума, г. Нижнего Тагила и г. Верхнего Тагила, г. Тернополя, г. Тулы, г. Таганрога, р. п. Тамалы, г. Тамбова, г. Ташкента, г. Ульяновска, г. Уфы, г. Ферганы, г. Харькова, г. Челябинска, г. Чернигова, р. п. Шемышейки, г. Ялты), рек (р. Ангары, р. Волги, р. Кубани, р. Сурки, р. Суры, Сухой речки), водоёмов (Ладожского озера, Онежского озера, Охотского моря, Дегтярного Затона, озера Долгого), географических регионов (Дальнего Востока, Крыма, Сибири). Улица Уральская получила название от проходившей рядом бывшей Рязано-Уральской железной дороги. Названия улиц Кавказ, Новый Кавказ, Старый Кавказ связаны с жителями Кавказа, сосланными царским правительством в 19 в. в Пензу. Имеются названия улиц, этимологически связанные с Россией и Литвой. Также название одной из улиц связано с тем, что она представляет собой набережную реки Суры, а ещё двух — с тем, что они ранее были набережными рек Пензы и Мойки. В черте города проходит федеральная автомобильная дорога М-5, с которой связаны названия геонимов «Москва — Челябинск Дорога», «Москва-Челябинск трасса 624 км», «Урал Дорога». К городу Пензе относится и такой геоним, как «Пенза — Лунино Дорога». Наименование ряда объектов связано с названиями различных частей города Пензы, таких как: Арбеково, Ахуны, Барковка, Весёловка, Западная поляна, посёлок Камыши-Хвощи, Кордон Студёный, Кривозерье, Ленинский лесхоз, Лесной посёлок, Междуречье, посёлок Нефтяник, посёлок Победа, Побочино, Светлая поляна, Северная поляна, совхоз Победа, Совхоз-техникум, Согласие, Сосновка, Южная поляна. Лесничество, расположенное на территории исторического региона Засурье, получило название Засурское. Сквер, расположенный в центральной части города, назван в честь 45 меридиана, на котором находится город Пенза.
Улицы, названные в честь революционеров, борцов за свободу народа, революционных движений и организаций, а также политических деятелей Советского Союза и стран социалистического лагеря, расположены на втором месте. Таковых в городе — 123.
Они носят имена:
- революционеров и видных деятелей партии большевиков и Советского государства Н. Э. Баумана, М. М. Володарского, К. Е. Ворошилова, Н. К. Крупской, М. И. Калинина, С. М. Кирова, В. В. Куйбышева, А. В. Луначарского, В. И. Ленина, М. Н. Лядова, Г. К. Орджоникидзе, Я. М. Свердлова, М. Н. Тухачевского, М. В. Фрунзе, А. С. Щербакова;
- чекистов Ф. Э. Дзержинского, М. С. Урицкого;
- героев Гражданской войны Г. И. Котовского, С. Г. Лазо, А. Я. Пархоменко, В. И. Чапаева, Н. А. Щорса;
- революционных матросов Н. Ф. Измайлова, Н. Г. Маркина;
- пионера П. Т. Морозова;
- пензенских революционеров, чекистов, комсомольских организаторов, а также советских партийных и государственных деятелей Р. И. Аустрина, И. Е. Егорова, А. В. Ухтомского, С. М. Бутузова, Ф. Д. Кулакова, В. А. Карпинского, В. В. Кураева, Г. В. Кутузова, Н. Г. Либерсона, В. С. Локтионова, К. В. Антонова, А. В. Косарева, Л. Б. Ермина, Г. В. Мясникова, А. П. Баталина;
- советских дипломатов В. В. Воровского, Г. Н. Зарубина, М. М. Литвинова;
- революционеров-террористов И. П. Каляева, Д. В. Каракозова, С. Л. Перовской, С. Н. Халтурина, а также революционера-народника А. Л. Теплова.

Кроме того, улицы названы в честь вождей народных восстаний С. Т. Разина и Е. И. Пугачёва, деятеля французской революции конца 18 в. Ж.-П. Марата, декабриста П. И. Пестеля, анархиста М. А. Бакунина, руководителя Народной Республики Болгарии Г. М. Димитрова, основоположников марксизма К. Маркса и Ф. Энгельса, теоретика и пропагандиста марксизма Г. В. Плеханова, видных деятелей международного рабочего движения К. Цеткин и Р. Люксембург, одного из основателей Коммунистической партии Германии Э. Тельмана.
4 проезда в городе названы именем Международной организации помощи борцам революции (МОПР), 1 улица и 3 проезда — именем немецкой революционной организации «Спартак», 1 улица и 3 проезда — именем Парижской коммуны, 1 улица и 1 проезд — именем советской общественно-политической оборонной организации ОСОАВИАХИМ, 1 улица и 1 проезд — именем Коммунистической партии и коммунистической идеологии, по одной улице — именем Всесоюзной пионерской организации имени В. И. Ленина и Всесоюзного ленинского коммунистического союза молодёжи, 1 улица — в честь деятелей, выступивших 14 декабря 1825 г. на Сенатской площади Санкт-Петербурга против самодержавия и крепостничества (улица Декабристов). Советская улица получила современное название в честь Советов рабочих, солдатских и крестьянских депутатов, взявших власть в свои руки в октябре 1917 г., улицы Красная и Красная горка — в память о кровопролитных боях отрядов Красной гвардии с войсками чехословацкого корпуса в Пензе, улица Правды — в честь органа ЦК КПСС газеты «Правда», основанной В. И. Лениным, улица Ударная — в честь движения ударников — передовиков производства первых пятилеток.
На третьем месте находятся улицы, носящие имена различных писателей, поэтов, публицистов и критиков. Таких в Пензе — 119 объектов. Имеются улицы, которые названы в честь писателей С. Т. Аксакова, П. П. Бажова, М. А. Булгакова, В. В. Вересаева, А. С. Грибоедова, И. А. Гончарова, Ф. В. Гладкова, Н. В. Гоголя, А. П. Гайдара, Ф. М. Достоевского, М. Н. Загоскина, П. И. Замойского, А. И. Куприна, В. Г. Короленко, И. И. Лажечникова, Н. С. Лескова, Д. Н. Мамина-Сибиряка, А. М. Горького, А. Г. Малышкина, Н. А. Островского, К. Г. Паустовского, М. М. Пришвина, А. Н. Радищева, К. М. Станюковича, М. Е. Салтыкова-Щедрина, А. С. Серафимовича, В. П. Ставского, Л. Н. Толстого, И. С. Тургенева, А. А. Фадеева, Д. А. Фурманова, Г. Н. Федотова, А. П. Чехова; поэтов А. А. Блока, П. А. Вяземского, Д. Бедного, С. А. Есенина, В. К. Застрожного, А. В. Кольцова, И. А. Крылова, М. Ю. Лермонтова, В. В. Маяковского, Н. А. Некрасова, А. И. Одоевского, А. С. Пушкина, К. Ф. Рылеева, Ф. И. Тютчева, А. А. Фета, Т. Г. Шевченко Л. И. Яшиной; писателей и поэтов А. Н. Будищева, И. А. Бунина, А. А. Богданова, И. М. Долгорукого, П. П. Ершова, Н. М. Почивалина; писателей и публицистов А. И. Герцена, П. Я. Чаадаева; поэта и публициста Н. П. Огарёва; критиков и публицистов В. Г. Белинского, Н. А. Добролюбова; писателя и критика Н. Г. Чернышевского; талантливого педагога и писателя А. С. Макаренко.
На четвёртом месте находятся улицы, названные в честь участников различных войн и конфликтов, полководцев, руководителей национально-освободительной борьбы, борцов за независимость нашей Родины, лиц, погибших при исполнении служебных обязанностей. В Пензе расположено 118 таких геонимов.
Многие улицы в Пензе носят имена участников Великой Отечественной войны. В частности, увековечены имена М. В. Водопьянова, В. С. Гризодубовой, Н. Ф. Гастелло, О. В. Кошевого, З. А. Космодемьянской, А. П. Маресьева, А. М. Матросова, В. Г. Клочкова, М. М. Расковой, С. Г. Тюленина. Одна из улиц в Пензе названа в честь подпольной комсомольской организации «Молодая гвардия». Подвиг наших земляков также не остался не замеченным. Так, одной из улиц Пензы присвоено имя 354 стрелковой дивизии — воинского соединения СССР, сформированного на территории Пензенской области и принимавшего участие в Великой Отечественной войне. Многие улицы названы именами уроженцев Пензенской земли, участвовавших в этой войне: С. Г. Байкова, Д. Ф. Барышникова, В. А. Глазунова, Н. В. Городецкого, В. Г. Захарова, Ф. Г. Коробкова, А. М. Кижеватова, С. Ф. Костычева, А. А. Краснова, Н. И. Крылова, А. И. Мереняшева, Н. С. Павлушкина, Г. В. Терновского, В. С. Юркина.
Ряду улиц присвоены имена пензенских милиционеров, погибших при исполнении служебных обязанностей: А. А. Сергеева, К. И. Злобина, И. С. Книгина, С. В. Кустова, Д. В. Мутовкина, М. В. Рузляева, Д. Д. Яфарова.
Некоторые улицы города носят имена участников различных войн и конфликтов: А. К. Серова, В. С. Хользунова, В. Т. Рябова, И. И. Пушанина, Ю. В. Бурмистрова, В. П. Квышко, В. А. Кузнецова, Р. Г. Берсенёва, П. А. Петрачкова, Е. А. Родионова, И. В. Чиликанова, Д. В. Шорникова, В. А. Жоги. Именем участника Первой мировой войны П. Н. Нестерова в Пензе названы улица и проезд.
Улицы названы в честь великих полководцев, видных военных деятелей, военачальников, флотоводцев, руководителей национально-освободительной борьбы, таких как: Г. Ф. Байдуков, А. В. Беляков, Н. Ф. Ватутин, Н. Н. Воронов, К. Е. Ворошилов, М. М. Громов, К. Минин, Г. К. Жуков, А. В. Захарченко, В. С. Молоков, П. С. Нахимов, В. И. Истомин, Д. М. Пожарский, А. В. Суворов, Ф. И. Толбухин, М. Н. Тухачевский, Ф. Ф. Ушаков, М. В. Фрунзе, И. Д. Черняховский.
Кроме того, 1 улица и 2 проезда названы в честь воинов Рабоче-Крестьянской Красной Армии, 1 улица в честь Героев Донбасса, а 1 сквер назван в честь ликвидаторов последствий аварии на Чернобыльской АЭС.
Пятёрку замыкают улицы, названные именами учёных. Их в городе Пензе — 62. Улицам присвоены имена А. Д. Сахарова, А. П. Бородина, Ф. И. Буслаева, В. Р. Вильямса, Е. Б. Волкова, А. Н. Гвоздева, В. С. Година, М. С. Демченко, В. В. Докучаева, Чарльза Дарвина, Н. Е. Жуковского, А. И. Журавского, В. О. Ключевского, И. П. Кулибина, М. В. Ломоносова, Н. Н. Ладыгиной-Котс, Н. И. Лобачевского, Д. И. Менделеева, И. И. Мечникова, И. В. Мичурина, А. Ф. Можайского, И. П. Павлова, А. С. Попова, Б. И. Рамеева, И. И. Спрыгина, К. А. Тимирязева, И. Д. Усыскина, К. Э. Циолковского, П. Л. Чебышёва, Е. А. Черепанова и М. Е. Черепанова, П. Н. Яблочкова.
В честь лётчиков, сделавших в мирное время многое для развития авиации в нашей стране, космонавтов, аэронавтов в Пензе названо 42 объекта. Улицы Пензы носят имена лётчиков Г. Ф. Байдукова, А. В. Белякова, В. П. Чкалова, совершивших 18 — 20 июня 1937 года беспосадочный перелёт Москва — Северный полюс — Ванкувер; лётчика М. М. Громова, совершившего 12 — 14 июля 1937 года беспосадочный перелёт Москва — Северный полюс — Сан-Джасинто; лётчиц В. С. Гризодубовой, П. Д. Осипенко, М. М. Расковой, совершивших 24 — 25 сентября 1938 года беспосадочный перелёт Москва — Дальний Восток; лётчиков-участников спасения экипажа парохода «Челюскнн» М. В. Водопьянова, С. А. Леваневского, В. С. Молокова; лётчиков-испытателей П. Н. Нестерова, А. К. Серова, В. С. Хользунова; лётчиков-космонавтов П. И. Беляева, Ю. А. Гагарина, Г. С. Титова, А. А. Леонова, В. И. Пацаева, В. В. Терешковой, аэронавта П. И. Долгова.
В честь композиторов и музыкантов в городе получили названия 39 геонимов. Улицы названы именами А. С. Аренского, А. А. Архангельского, А. П. Бородина, Н. П. Будашкина, А. Н. Верстовского, А. К. Глазунова, Р. М. Глиэра, М. И. Глинки, А. Л. Гурилёва, М. П. Мусоргского, О. В. Гришина, С. В. Рахманинова, Н. А. Римского-Корсакова, А. С. Турищева, П. И. Чайковского.
Памятным датам и великим событиям посвящено 38 геонимов. Имеются объекты, названные в честь Октябрьской социалистической революции, 40-летия Октябрьской социалистической революции, Международного женского дня, Первого мая, событий 9 января 1905 г. в Санкт-Петербурге, боях отрядов Красной гвардии с войсками чехословацкого корпуса в феврале 1919 г., Победы в Великой Отечественной войне, 50-летия и 65-летия Победы в Великой Отечественной войне, 40-летия ВЧК, Первого Всесоюзного съезда колхозников-ударников 15.02.1934 — 19.02.1934 в ознаменование осуществления коллективизации сельского хозяйства, VI Всемирного фестиваля молодёжи и студентов, проходившем в Москве в 1957 г., а также 350-летнего юбилея города Пензы.
Именами художников, архитекторов, скульпторов в Пензе названо 32 объекта. Улицам присвоены имена художников И. К. Айвазовского, И. П. Аргунова, Н. И. Аргунова, В. Л. Боровиковского, К. П. Брюллова, В. В. Верещагина, В. М. Васнецова, И. С. Горюшкина-Сорокопудова, Н. А. Касаткина, И. Н. Крамского, Б. М. Кустодиева, И. И. Левитана, Д. Г. Левицкого, И. Е. Репина, Ф. С. Рокотова, К. А. Савицкого, А. К. Саврасова, В. И. Сурикова, В. Е. Татлина, В. А. Тропинина, И. И. Шишкина, архитекторов П. И. Аргунова и В. И. Баженова, скульптора М. М. Антокольского.
В честь актёров, артистов, рёжиссеров, критиков в городе присвоены названия 25 геонимам. Имеются объекты, названные в честь актёра И. И. Мозжухина, актрис Л. А. Лозицкой и Н. И. Руслановой, театрального режиссёра К. С. Станиславского, оперного певца Л. В. Собинова, музыкального и художественного критика В. В. Стасова.
В городе Пензе 23 улицам присвоены имена государственных и общественных деятелей дореволюционной России: первого пензенского воеводы Ю. Е. Котранского, правителя пензенского наместничества И. А. Ступишина; пензенских губернаторов Ф. Л. Вигеля, П. Д. Святополка-Мирского, Н. Д. Селивёрстова, М. М. Сперанского, А. А. Татищева; пензенских городских голов Н. Т. Евстифеева, Д. В. Казицына, П. В. Казицына, Н. Д. Казицына, П. В. Сергеева, Ф. Е. Швецова; видных государственных деятелей Д. А. Милютина, П. А. Столыпина, Н. С. Таганцева; благотворительницы М. М. Киселёвой.
Именами различных путешественников, исследователей, мореплавателей, завоевателей названо 13 объектов. Улицам присвоены имена К. С. Бадигина, В. И. Беринга, С. И. Дежнёва, Ермака Тимофеевича, Г. Я. Седова, Е. М. Сузюмова, С. И. Челюскина, О. Ю. Шмидта.
В городе Пензе 2 улицам присвоены имена руководителей предприятий: первого директора Акционерного общества "Федеральный научно-производственный центр "Производственное объединение «Старт» М. В. Проценко и генерального директора «Пензенского производственного объединения электронной вычислительной техники» В. А. Ревунова.
В честь международных общественных движений в городе Пензе получила название 2 геонима. Объекты названы в честь международного движения за мир и международного общественного движения по сохранению личной памяти о поколении Великой Отечественной войны «Бессмертный полк».
По одной улице названо в честь врача-хирурга Н. Н. Бурденко, двукратной олимпийской чемпионки по художественной гимнастике Н. А. Лавровой.

## Нумерация
Путаница в номерах домов сильно осложняет жизнь пензенцев.
Во-первых, на многих улицах нарушена последовательность нумерации. Анализ данных карт, представленных справочными системами 2 ГИС и Вектор, показывает, что очерёдность нарушается как в пределах разных номеров зданий, так и в пределах одного номера. Например, на улице Бакунина нумерация идёт с востока на запад, но при этом здание с номером 139 находится восточнее, чем здание с номером 137. На 2-м проезде Горном при нумерации в юго-западном направлении дом с номером 6 идёт раньше дома с номером 4а, дом с номером 12а предшествует домам с номерами 8, 10а и 12. На улице Окружная нумерация в целом идёт в северо-западном направлении, однако здание с номером 300а расположено перед зданием с номером 300. Очень много нарушений в последовательности нумерации имеется на проспекте Победы. Нумерация здесь идёт в северо-западном направлении, однако, например, здание с номером 26 предшествует зданию с номером 24а, здание с номером 42 расположено дальше, чем здание с номером 122в, здания с номерами 69, 69а и 73а находятся раньше, чем здание с номером 67, а здания с номерами 96а, 120а, 120б, 122, 122б, 122в, 122/1, 124, 124б идут позже, чем здание с номером 124в. Список подобных примеров далеко не является исчерпывающим. В ряде случаев нарушены принятые нормы: нечётные дома располагаются на левой стороне улицы, а чётные — на правой. К примеру, на улице Спасо-Преображенской здания располагаются по порядку вокруг Преображенской церкви, что нетипично для Пензы.
Во-вторых, некоторые улицы представляют собой несколько различных линий, к которым относятся дома. Согласно карте, представленной в Справочной системе 2 ГИС, такими можно назвать улицы Айвазовского, Антонова, Буслаева, Воровского, Грибоедова, Дальнереченскую 1-ю, Добролюбова, Железнодорожную, Измайлова, Клары Цеткин, Котовского, Кошевого, Кошевого 2-ю, Крамского, Лесную Слободу, Лесозащитную, Новоселов, Озёрную, Парижской Коммуны, Питомниковую, Полтавскую, Порядок 1-ю, Проезжую, Проезжую 2-ю, Пугачёва, Радужную, Районную, Санаторный Порядок, Светлую, Сибирскую, Сиреневую, Соловьиную, Спортивную, Уральскую, проезды 8 Марта, Грибоедова, Демьяна Бедного 1-й, Достоевского 1-й, Живописный, Красносельский 1-й, Красносельский 2-й, Магистральный 1-й, Матросова, Мусоргского 1-й, Пересечённый 2-й, Суходольный 1-й, Ташкентский 1-й, Яблочкова 1-й, переулок Хороший и др.
В-третьих, в Пензе существуют такие улицы, отдельные номера зданий на которых обособлены от их основной линии. Так, например, в микрорайоне Ахуны на улице 354 стрелковой дивизии отдельно от группы частных домов стоит административное здание с номером 5. На улице Лесной посёлок здание Исправительной колонии № 8 с номером 1, расположенное в микрорайоне Лесной, очень удалено от группы зданий на этой улице в микрорайоне «Маяк». На улице Барковка обособлено от основной группы здание с номером 128а. В микрорайоне Северная поляна от группы частных домов по улице Компрессорная отдельно стоит производственный корпус с номером здания 13. На улице Запорожской в микрорайоне Весёловка от основной группы зданий хозяйственный корпус с номером 38а отделён гаражами по улице Энгельса. В районе Южной поляны от группы частных домов на улице Красные Кирпичики отдельно стоит здание отделения Пензенского многопрофильного колледжа с номером 3.
Сами номера зданий также вызывают немало вопросов. Так, например, на улице Тепличной дом с номером 8 представляет собой два отдельно стоящих строения, на улице Ладожской дом с номером 135 — это три отдельных строения. На Проспекте Строителей такая ситуация имеется с домом с номером 59, который представляет собой по два отдельных строения, а также с домами с номерами 154 и 160, представляющими собой по три отдельных строения. В то же время в большинстве случаев улицы города не имеют всех номеров зданий. Существуют улицы, имеющие только чётные номера (например, улицы Автономная, Литейная, Пионерская, Ереванская) или только нечётные номера (например, улицы Аптекарская, Нахимова, Брянская, Дизельная). Примерно с полсотни улиц имеет только по одному номеру здания. Есть десятки улиц, нумерация которых начинается не с дома № 1. Например, улица Правды начинается с дома № 83, а на проезде Плеханова находится один-единственный дом с № 6. Также на картах города можно найти улицы, к которым не относится ни одного номера зданий: проезды Проезжий, Светлополянский, Виноградный 4-й, Мозжухина 1-й, переулок Тульский.

## Список улиц Пензы

### Железнодорожный район

#### Центральный микрорайон
| №  | Наименование        | №  | Наименование                      |
| -- | ------------------- | -- | --------------------------------- |
| 1  | Бакунина ул.        | 12 | Плеханова ул.                     |
| 2  | Володарского ул.    | 13 | Рабочий Порядок ул.               |
| 3  | Восточная ул.       | 14 | Старо-Черкасская ул.              |
| 4  | Дзержинского ул.    | 15 | Суворова ул.                      |
| 5  | Долгова ул.         | 16 | Троллейбусная пл.                 |
| 6  | Железнодорожная ул. | 17 | Урицкого ул.                      |
| 7  | Каляева ул.         | 18 | Чехова ул.                        |
| 8  | Кулакова ул.        | 19 | Привокзальная пл. станции Пенза-1 |
| 9  | Куприна ул.         | 20 | Блокпост 710 км                   |
| 10 | Московская ул.      | 21 | Депо-1 терр.                      |
| 11 | Октябрьская ул.     |    |                                   |

#### Микрорайон «Автовокзал»
| №  | Наименование        | №  | Наименование         |
| -- | ------------------- | -- | -------------------- |
| 1  | Герцена ул.         | 16 | Старо-Черкасская ул. |
| 2  | Дальняя ул.         | 17 | Сурская ул.          |
| 3  | Дзержинского ул.    | 18 | Теплова ул.          |
| 4  | Железнодорожная ул. | 19 | Толстого ул.         |
| 5  | Жемчужная ул.       | 20 | Ухтомского ул.       |
| 6  | Каракозова ул.      | 21 | Чехова ул.           |
| 7  | Кузнецкая ул.       | 22 | Жемчужный пр-д.      |
| 8  | Луначарского ул.    | 23 | Конный пр-д          |
| 9  | Мельничная ул.      | 24 | Пролетарский пр-д    |
| 10 | Мирская ул.         | 25 | Андрюшечкин пер.     |
| 11 | Огородная ул.       | 26 | Конный пер.          |
| 12 | Пролетарская ул.    | 27 | Кузнецкий пер.       |
| 13 | Пугачёва ул.        | 28 | Кузнечный пер.       |
| 14 | Рабочая ул.         | 29 | Ухтомского пл.       |
| 15 | Рузаевская ул.      |    |                      |

#### Микрорайон «КПД» («Черкассы»)
| №  | Наименование             | №  | Наименование          |
| -- | ------------------------ | -- | --------------------- |
| 1  | Городской Порядок ул.    | 11 | Ново-Черкасская ул.   |
| 2  | Дальняя ул.              | 12 | Победы ул.            |
| 3  | Егорова ул.              | 13 | Путевая ул.           |
| 4  | Каракозова ул.           | 14 | Рылеева ул.           |
| 5  | Коллекционная ул.        | 15 | Саранская ул.         |
| 6  | Литвинова ул.            | 16 | Северная ул.          |
| 7  | Литвинова Поляна ул.     | 17 | Победы пр-д.          |
| 8  | Набережная реки Суры ул. | 18 | Победы 1-й пр-д.      |
| 9  | Насосная ул.             | 19 | Победы 2-й пр-д.      |
| 10 | Новосаранская ул.        | 20 | Станция Пенза-4 терр. |

#### Микрорайон «Шуист»
| №  | Наименование         | №   | Наименование             |
| -- | -------------------- | --- | ------------------------ |
| 1  | Активная ул.         | 54  | Будищева пр-д.           |
| 2  | Астраханская ул.     | 55  | Буровой пр-д.            |
| 3  | Бадигина ул.         | 56  | Димитрова 1-й пр-д.      |
| 4  | Бажова ул.           | 57  | Димитрова 2-й пр-д.      |
| 5  | Будищева ул.         | 58  | Клары Цеткин пр-д.       |
| 6  | Буровая ул.          | 59  | Колхозный 1-й пр-д.      |
| 7  | Димитрова ул.        | 60  | Колхозный 2-й пр-д.      |
| 8  | Долгорукова ул.      | 61  | Колхозный 3-й пр-д.      |
| 9  | Дружбы ул.           | 62  | Колхозный 4-й пр-д.      |
| 10 | Карьерная ул.        | 63  | Котовского 1-й пр-д.     |
| 11 | Клары Цеткин ул.     | 64  | Котовского 2-й пр-д.     |
| 12 | Коллективная ул.     | 65  | Котовского 3-й пр-д.     |
| 13 | Колхозная ул.        | 66  | Красносельский пр-д      |
| 14 | Котовского ул.       | 67  | Красносельский 1-й пр-д  |
| 15 | Красносельская ул.   | 68  | Красносельский 2-й пр-д  |
| 16 | Кустанайская ул.     | 69  | Красносельский 3-й пр-д. |
| 17 | Лажечникова ул.      | 70  | Красносельский 4-й пр-д. |
| 18 | Лесная ул.           | 71  | Кустанайский 1-й пр-д.   |
| 19 | Лесная Поляна ул.    | 72  | Кустанайский 2-й пр-д.   |
| 20 | Ломоносова ул.       | 73  | Лажечникова пр-д.        |
| 21 | Макаренко ул.        | 74  | Ломоносова пр-д.         |
| 22 | Матросова ул.        | 75  | Ломоносова 1-й пр-д.     |
| 23 | Медицинская ул.      | 76  | Ломоносова 2-й пр-д.     |
| 24 | Менделеева ул.       | 77  | Макаренко 1-й пр-д.      |
| 25 | Ново-Озёрная ул.     | 78  | Макаренко 2-й пр-д.      |
| 26 | Ново-Прогонная ул.   | 79  | Макаренко 3-й пр-д.      |
| 27 | Озёрная ул.          | 80  | Матросова пр-д.          |
| 28 | Партизанская ул.     | 81  | Матросова 1-й пр-д.      |
| 29 | Партизанская 1-я ул. | 82  | Матросова 2-й пр-д.      |
| 30 | Партизанская 2-я ул. | 83  | Матросова 3-й пр-д.      |
| 31 | Пойменная ул.        | 84  | Новый Расковой пр-д.     |
| 32 | Полины Осипенко ул.  | 85  | Прогонный пр-д.          |
| 33 | Поселковая ул.       | 86  | Проезжий пр-д.           |
| 34 | Привокзальная ул.    | 87  | Проезжий 2-й пр-д.       |
| 35 | Прогонная ул.        | 88  | Расковой 1-й пр-д.       |
| 36 | Проезжая ул.         | 89  | Расковой 2-й пр-д.       |
| 37 | Проезжая 1-я ул.     | 90  | Светлополянский пр-д.    |
| 38 | Проезжая 2-я ул.     | 91  | Светлый пр-д.            |
| 39 | Проходная ул.        | 92  | Складской 1-й пр-д.      |
| 40 | Расковой ул.         | 93  | Складской 2-й пр-д.      |
| 41 | Светлая ул.          | 94  | Узенький пр-д.           |
| 42 | Светлая 3-я ул.      | 95  | Чаадаева 1-й пр-д.       |
| 43 | Светлополянская ул.  | 96  | Чаадаева 2-й пр-д.       |
| 44 | Складская ул.        | 97  | Чаадаева 3-й пр-д.       |
| 45 | Татлина ул.          | 98  | Буровой пер.             |
| 46 | Чаадаева ул.         | 99  | Лесной пер.              |
| 47 | Чапаева ул.          | 100 | Ломоносова пер.          |
| 48 | Щорса ул.            | 101 | Озёрный пер.             |
| 49 | Активный 1-й пр-д.   | 102 | Складской пер.           |
| 50 | Активный 2-й пр-д.   | 103 | Складской 2-й пер.       |
| 51 | Активный 3-й пр-д.   | 104 | Блокпост 716 Километр    |
| 52 | Активный 4-й пр-д.   | 105 | Шуист пос.               |
| 53 | Бадигина пр-д.       |     |                          |

#### Микрорайон «Согласие»
| №  | Наименование        | №  | Наименование              |
| -- | ------------------- | -- | ------------------------- |
| 1  | Аптекарская ул.     | 14 | Калужский 3-й пр-д.       |
| 2  | Калужская ул.       | 15 | Калужский 4-й пр-д.       |
| 3  | Каменская ул.       | 16 | Каменский 1-й пр-д.       |
| 4  | Касторная ул.       | 17 | Каменский 2-й пр-д.       |
| 5  | Марата ул.          | 18 | Каменский 3-й пр-д.       |
| 6  | Омская ул.          | 19 | Касторный пр-д.           |
| 7  | Поимская ул.        | 20 | Марата 1-й пр-д.          |
| 8  | Розы Люксембург ул. | 21 | Марата 2-й пр-д.          |
| 9  | Светлая 2-я ул.     | 22 | Поимский 1-й пр-д.        |
| 10 | Согласие ул.        | 23 | Поимский 2-й пр-д.        |
| 11 | Аптекарский пр-д.   | 24 | Розы Люксембург пр-д.     |
| 12 | Калужский 1-й пр-д. | 25 | СНТ Заря (Согласие) терр. |
| 13 | Калужский 2-й пр-д. |    |                           |

#### Микрорайон «Маяк»
| №  | Наименование           | №  | Наименование                 |
| -- | ---------------------- | -- | ---------------------------- |
| 1  | Автономная ул.         | 26 | Ангарский 3-й пр-д.          |
| 2  | Автономный Порядок ул. | 27 | Верещагина 1-й пр-д.         |
| 3  | Ангарская ул.          | 28 | Верещагина 2-й пр-д.         |
| 4  | Бумажников ул.         | 29 | Верещагина 3-й пр-д.         |
| 5  | Верещагина ул.         | 30 | Зарубина 1-й пр-д.           |
| 6  | Гребная ул.            | 31 | Зарубина 2-й пр-д.           |
| 7  | Зарубина ул.           | 32 | Зарубина 3-й пр-д.           |
| 8  | Измайлова ул.          | 33 | Зарубина 4-й пр-д.           |
| 9  | Лесной Посёлок ул.     | 34 | Зарубина 5-й пр-д.           |
| 10 | Минина ул.             | 35 | Минина пр-д.                 |
| 11 | Ново-Приютская ул.     | 36 | Транспортный пр-д.           |
| 12 | Парковая ул.           | 37 | Фестивальный 1-й пр-д.       |
| 13 | Первомайская ул.       | 38 | Фестивальный 2-й пр-д.       |
| 14 | Пожарского ул.         | 39 | Фестивальный 3-й пр-д.       |
| 15 | Прокоп ул.             | 40 | Фестивальный 4-й пр-д.       |
| 16 | Стадионная ул.         | 41 | Автономный пер.              |
| 17 | Стрельбищенская ул.    | 42 | Ангарский 1-й пер.           |
| 18 | Тарханова ул.          | 43 | Ангарский 2-й пер.           |
| 19 | Транспортная ул.       | 44 | Ангарский 3-й пер.           |
| 20 | Фабричная ул.          | 45 | Бумажников пер.              |
| 21 | Фестивальная ул.       | 46 | Верещагина 1-й пер.          |
| 22 | Автономный пр-д.       | 47 | Верещагина 2-й пер.          |
| 23 | Автономный 1-й пр-д.   | 48 | Верещагина 3-й пер.          |
| 24 | Ангарский 1-й пр-д.    | 49 | Горбатов пер.                |
| 25 | Ангарский 2-й пр-д.    | 50 | Фабрика Маяк Революции терр. |

#### Микрорайон «ГПЗ-24»
| № | Наименование                         |
| - | ------------------------------------ |
| 1 | Антонова ул.                         |
| 2 | Баталина ул.                         |
| 3 | Измайлова ул.                        |
| 4 | гаражно-строительный кооператив Клён |

#### Микрорайон «посёлок Подлесный» («Нахаловка»)
| №  | Наименование          | №  | Наименование                |
| -- | --------------------- | -- | --------------------------- |
| 1  | Кошевого ул.          | 29 | Орджоникидзе пр-д.          |
| 2  | Кошевого 2-я ул.      | 30 | Орджоникидзе 1-й пр-д.      |
| 3  | Мало-Суходольная ул.  | 31 | Парижской Коммуны пр-д.     |
| 4  | Нейтральная ул.       | 32 | Парижской Коммуны 1-й пр-д. |
| 5  | Нейтральная 2-я ул.   | 33 | Парижской Коммуны 2-й пр-д. |
| 6  | Нейтральная 3-я ул.   | 34 | Пересечённый 1-й пр-д.      |
| 7  | Ново-Нейтральная ул.  | 35 | Пересечённый 2-й пр-д.      |
| 8  | Орджоникидзе ул.      | 36 | Свободы пр-д.               |
| 9  | Парижской Коммуны ул. | 37 | Свободы 1-й пр-д.           |
| 10 | Пересечённая ул.      | 38 | Седова пр-д.                |
| 11 | Порядок 1-й ул.       | 39 | Серова пр-д.                |
| 12 | Порядок 2-й ул.       | 40 | Серова 1-й пр-д.            |
| 13 | Привокзальная ул.     | 41 | Столярный пр-д.             |
| 14 | Свободы ул.           | 42 | Суходольный 1-й пр-д.       |
| 15 | Седова ул.            | 43 | Суходольный 2-й пр-д.       |
| 16 | Серова ул.            | 44 | Суходольный 3-й пр-д.       |
| 17 | Столярная ул.         | 45 | Тюленина 1-й пр-д.          |
| 18 | Суходольная ул.       | 46 | Тюленина 2-й пр-д.          |
| 19 | Тюленина ул.          | 47 | Чернышевского пр-д.         |
| 20 | Хользунова ул.        | 48 | Чернышевского 1-й пр-д.     |
| 21 | Черкасова ул.         | 49 | Чернышевского 2-й пр-д.     |
| 22 | Чернышевского ул.     | 50 | Хользунова 1-й тупик        |
| 23 | Кошевого пр-д.        | 51 | Хользунова 2-й тупик        |
| 24 | Кошевого 1-й пр-д.    | 52 | СДТ Нарцисс терр.           |
| 25 | Кошевого 2-й пр-д.    | 53 | СНТ Заря (Нефтебаза) терр.  |
| 26 | Кошевого 3-й пр-д.    | 54 | Подлесный Посёлок           |
| 27 | Кошевого 4-й пр-д.    | 55 | Станция Пенза-2 терр.       |
| 28 | Кошевого 5-й пр-д.    |    |                             |

#### Микрорайон «Пенза 3»
| №  | Наименование         | №  | Наименование                      |
| -- | -------------------- | -- | --------------------------------- |
| 1  | Вокзальная ул.       | 14 | Павлушкина ул.                    |
| 2  | Демченко ул.         | 15 | Сердобская ул.                    |
| 3  | Ерик ул.             | 16 | Транспортная ул.                  |
| 4  | Заречная ул.         | 17 | Тухачевского ул.                  |
| 5  | Злобина ул.          | 18 | Уральская ул.                     |
| 6  | Инициативная ул.     | 19 | Городищенский 1-й пр-д.           |
| 7  | Инсарская ул.        | 20 | Городищенский 2-й пр-д.           |
| 8  | Касаткин Порядок ул. | 21 | Городищенский 3-й пр-д.           |
| 9  | Касаткина ул.        | 22 | Горочный пр-д.                    |
| 10 | Локомотивная ул.     | 23 | Злобина пр-д.                     |
| 11 | Ломовская ул.        | 24 | Касаткина пер.                    |
| 12 | Мокшанская ул.       | 25 | Транспортный пер.                 |
| 13 | Осадная ул.          | 26 | Привокзальная пл. Станции Пенза-3 |

#### Микрорайон «посёлок Свободный» («Маньчжурия»)
| №  | Наименование              | №  | Наименование              |
| -- | ------------------------- | -- | ------------------------- |
| 1  | Авиационная ул.           | 29 | Демьяна Бедного 4-й пр-д. |
| 2  | Береговая ул.             | 30 | Затонный 1-й пр-д.        |
| 3  | Дегтярная ул.             | 31 | Затонный 2-й пр-д.        |
| 4  | Демьяна Бедного ул.       | 32 | Казанский 1-й пр-д.       |
| 5  | Затонная ул.              | 33 | Казанский 2-й пр-д.       |
| 6  | Казанская ул.             | 34 | Коробкова пр-д.           |
| 7  | Киевская ул.              | 35 | Луговой 1-й пр-д.         |
| 8  | Коробкова ул.             | 36 | Луговой 2-й пр-д.         |
| 9  | Лагерная ул.              | 37 | МОПРа пр-д.               |
| 10 | Луговая ул.               | 38 | МОПРа 1-й пр-д.           |
| 11 | Маяковского ул.           | 39 | МОПРа 2-й пр-д.           |
| 12 | Мостовая ул.              | 40 | МОПРа 3-й пр-д.           |
| 13 | Ново-Казанская ул.        | 41 | Планетный пр-д.           |
| 14 | Пархоменко ул.            | 42 | Планетный 1-й пр-д.       |
| 15 | Пензенская ул.            | 43 | Планетный 2-й пр-д.       |
| 16 | Перекоп ул.               | 44 | Санитарный 1-й пр-д.      |
| 17 | Перовской ул.             | 45 | Санитарный 2-й пр-д.      |
| 18 | Планетная ул.             | 46 | Санитарный 3-й пр-д.      |
| 19 | Проточная ул.             | 47 | Санитарный 4-й пр-д.      |
| 20 | Рязанская ул.             | 48 | Славянский 1-й пр-д.      |
| 21 | Санитарная ул.            | 49 | Славянский 2-й пр-д.      |
| 22 | Славянская ул.            | 50 | Сортировочный 1-й пр-д.   |
| 23 | Сортировочная ул.         | 51 | Сортировочный 2-й пр-д.   |
| 24 | Станюковича ул.           | 52 | Сортировочный 3-й пр-д.   |
| 25 | Стрельбищенская ул        | 53 | Сортировочный 4-й пр-д.   |
| 26 | Демьяна Бедного 1-й пр-д. | 54 | Станюковича пр-д.         |
| 27 | Демьяна Бедного 2-й пр-д. | 55 | Казанский пер.            |
| 28 | Демьяна Бедного 3-й пр-д. |    |                           |

#### Микрорайон «Дегтярный Затон»
| №  | Наименование        | №  | Наименование           |
| -- | ------------------- | -- | ---------------------- |
| 1  | Баженова ул.        | 15 | Добролюбова пр-д.      |
| 2  | Бунина ул.          | 16 | Достоевского пр-д.     |
| 3  | Вересаева ул.       | 17 | Достоевского 1-й пр-д. |
| 4  | Дегтярный Затон ул. | 18 | Достоевского 2-й пр-д. |
| 5  | Достоевского ул.    | 19 | Достоевского 3-й пр-д. |
| 6  | Живописная ул.      | 20 | Достоевского 4-й пр-д. |
| 7  | Измайлова ул.       | 21 | Живописный пр-д.       |
| 8  | Крымская ул.        | 22 | Крымский 1-й пр-д.     |
| 9  | Литературная ул.    | 23 | Крымский 2-й пр-д.     |
| 10 | Столыпина ул.       | 24 | Литературный пр-д.     |
| 11 | Тенистая ул.        | 25 | Литературный 1-й пр-д. |
| 12 | Шишкина ул.         | 26 | Литературный 2-й пр-д. |
| 13 | Бунина пр-д.        | 27 | Тенистый пр-д.         |
| 14 | Вересаева пр-д.     | 28 | СДТ Космос терр.       |

#### Микрорайон «Сосновка»
| № | Наименование          | №  | Наименование          |
| - | --------------------- | -- | --------------------- |
| 1 | Добролюбова ул.       | 8  | Добролюбова 3-й пр-д. |
| 2 | Измайлова ул.         | 9  | Добролюбова 4-й пр-д. |
| 3 | Пилотная ул.          | 10 | Добролюбова пер.      |
| 4 | Садовое Кольцо ул.    | 11 | СДТ Дубки терр.       |
| 5 | Сосновка ул.          | 12 | СДТ Ивушка терр.      |
| 6 | Добролюбова 1-й пр-д. | 13 | Сосновка пос.         |
| 7 | Добролюбова 2-й пр-д. | 14 | ПМК-405 терр.         |

#### Микрорайон «Ахуны»
| №  | Наименование               | №  | Наименование                  |
| -- | -------------------------- | -- | ----------------------------- |
| 1  | 354 Стрелковой Дивизии ул. | 36 | Дачный пр-д.                  |
| 2  | Ботаническая ул.           | 37 | 1-й Дачный 1-й пр-д.          |
| 3  | Вильямса ул.               | 38 | Дачный 2-й пр-д.              |
| 4  | Входная ул.                | 39 | Кордон пр-д.                  |
| 5  | Грибоедова ул.             | 40 | Лодочный пр-д.                |
| 6  | Дачная ул.                 | 41 | Санаторный пр-д.              |
| 7  | Зелёная ул.                | 42 | Санаторный 1-й пр-д.          |
| 8  | Институтская ул.           | 43 | Снайперский пр-д.             |
| 9  | Коннозаводская ул.         | 44 | Спартаковский пр-д.           |
| 10 | Конструкторская ул.        | 45 | Спартаковский 1-й пр-д.       |
| 11 | Лесозащитная ул.           | 46 | Спартаковский 2-й пр-д.       |
| 12 | Лодочная ул.               | 47 | Школьный пр-д.                |
| 13 | Мечникова ул.              | 48 | Школьный 1-й пр-д.            |
| 14 | Мичурина ул.               | 49 | Школьный 2-й пр-д.            |
| 15 | Моховая ул.                | 50 | Ягодный 1-й пр-д.             |
| 16 | Ново-Зелёная ул.           | 51 | Ягодный 2-й пр-д.             |
| 17 | Одоевского ул.             | 52 | Дачный пер.                   |
| 18 | Питомниковая ул.           | 53 | Дачный 2-й пер.               |
| 19 | Питомниковая 2-я ул.       | 54 | Санаторный пер.               |
| 20 | Подлесная ул.              | 55 | Сплавной пер.                 |
| 21 | Подсобное Хозяйство ул.    | 56 | Ахунский переезд              |
| 22 | Пристанская ул.            | 57 | СДТ Дубрава терр.             |
| 23 | Санаторная ул.             | 58 | СДТ Лесное терр.              |
| 24 | Санаторный Порядок ул.     | 59 | СДТ Пригородное терр.         |
| 25 | Снайперская ул.            | 60 | СДТ Союз терр.                |
| 26 | Спартаковская ул.          | 61 | СДТ Черёмушки терр.           |
| 27 | Сплавная ул.               | 62 | СНТ Берёзка (Ахуны) терр.     |
| 28 | Студенческая ул.           | 63 | филиал СНТ Пригородное терр.  |
| 29 | Техникумовская ул.         | 64 | 4-й кордон терр.              |
| 30 | Учительская ул.            | 65 | 95-й кордон терр.             |
| 31 | Цветочная ул.              | 66 | 96-й кордон терр.             |
| 32 | Школьная ул.               | 67 | 172-й кордон терр.            |
| 33 | Ягодная ул.                | 68 | Засурское Лесничество терр.   |
| 34 | Ботанический пр-д.         | 69 | Пригородное Лесничество терр. |
| 35 | Грибоедова пр-д.           |    |                               |

#### Микрорайон «Малахит»
| № | Наименование       |
| - | ------------------ |
| 1 | Коннозаводская ул. |

#### Микрорайон «Барковка»
| №  | Наименование                       | №  | Наименование                               |
| -- | ---------------------------------- | -- | ------------------------------------------ |
| 1  | Барковка ул.                       | 31 | СДТ Проектировщик терр.                    |
| 2  | Долгая ул.                         | 32 | СДТ Связист терр.                          |
| 3  | Северная Барковка ул.              | 33 | СДТ Сосны терр.                            |
| 4  | Барковка пр-д.                     | 34 | СДТ Сура терр.                             |
| 5  | Заречный пр-д.                     | 35 | СДТ Элеватор терр.                         |
| 6  | СДТ Весна терр.                    | 36 | СДТ Энергетик-2 терр.                      |
| 7  | СДТ Весна-1 терр.                  | 37 | СНТ Авангард терр.                         |
| 8  | СДТ Ветеран терр.                  | 38 | СНТ Аграрник терр.                         |
| 9  | СДТ Восход терр.                   | 39 | СНТ Аграрник-10 терр.                      |
| 10 | СДТ Восход-1 терр.                 | 40 | СНТ Арматурщик терр.                       |
| 11 | СДТ Гипромашевец терр.             | 41 | СНТ Вишенка терр.                          |
| 12 | СДТ ДРСУ-2 терр.                   | 42 | СНТ Восток терр.                           |
| 13 | СДТ Дружба-1 терр.                 | 43 | СНТ Восход (Барковка) терр.                |
| 14 | СДТ Дружба-2 терр.                 | 44 | СНТ Восход (Барковка), 2-я линия терр.     |
| 15 | СДТ Железнодорожник терр.          | 45 | СНТ Восход (Барковка), 4-я линия терр.     |
| 16 | СДТ Железнодорожник-Барковка терр. | 46 | СНТ Восход (Барковка), 5-я линия терр.     |
| 17 | СДТ Искра терр.                    | 47 | СНТ Восход (Барковка), 8-я линия терр.     |
| 18 | СДТ Искра-1 терр.                  | 48 | СНТ Восход-1 (Барковка) терр.              |
| 19 | СДТ Коммунальник терр.             | 49 | СНТ Дружба (Барковка завода Пензмаш) терр. |
| 20 | СДТ Кооператор терр.               | 50 | СНТ Дружба-1 (Барковка) терр.              |
| 21 | СДТ Луч-1 терр.                    | 51 | СНТ Дружба-2 (Барковка) терр.              |
| 22 | СДТ Луч-2 терр.                    | 52 | СНТ Железнодорожник-1 терр.                |
| 23 | СДТ Маяковец-1 терр.               | 53 | СНТ Заря (Барковка) терр.                  |
| 24 | СДТ Маяковец-2 терр.               | 54 | СНТ Здоровье (Барковка) терр.              |
| 25 | СДТ Мелодия терр.                  | 55 | СНТ Маяковец терр.                         |
| 26 | СДТ Металлург терр.                | 56 | СНТ Осень (Барковка) терр.                 |
| 27 | СДТ Мичуринец терр.                | 57 | СНТ Отдых (Барковка) терр.                 |
| 28 | СДТ Озёрное терр.                  | 58 | СНТ Политехник терр.                       |
| 29 | СДТ Огонёк терр.                   | 59 | СНТ Труд (Барковка) терр.                  |
| 30 | СДТ Приозёрное терр.               | 60 | пос. Барковка (местечко Хаван) терр.       |

#### Микрорайон «Засурье»
| № | Наименование          |
| - | --------------------- |
| 1 | Студёный Кордон ул.   |
| 2 | Студёный Кордон терр. |
| 3 | Ахунский лесхоз терр. |

#### Микрорайон «Лесной»
| № | Наименование          |
| - | --------------------- |
| 1 | Лесной Посёлок ул.    |
| 2 | Молодогвардейская ул. |
| 3 | Ольховая ул.          |
| 4 | Сурка кордон терр.    |
| 5 | Блокпост 717 километр |
| 6 | Блокпост 718 километр |

#### Микрорайон «посёлок Монтажный»
| №  | Наименование           | №  | Наименование                    |
| -- | ---------------------- | -- | ------------------------------- |
| 1  | Беринга ул.            | 18 | Ермака пр-д.                    |
| 2  | Горсвалка ул.          | 19 | Ершова пр-д.                    |
| 3  | Дальневосточная ул.    | 20 | Сибирский пр-д.                 |
| 4  | Дежнёва ул.            | 21 | Сосновый пр-д.                  |
| 5  | Дорожная ул.           | 22 | Ушакова пр-д.                   |
| 6  | Ермака ул.             | 23 | Черепановых пр-д.               |
| 7  | Ершова ул.             | 24 | СДТ Строитель терр.             |
| 8  | Осенняя ул.            | 25 | СДТ Юбилейный терр.             |
| 9  | Пригородная ул.        | 26 | СНТ Строитель (Монтажный) терр. |
| 10 | Сибирская ул.          | 27 | СНТ Труд (Монтажный) терр.      |
| 11 | Солнечная ул.          | 28 | Военный 2-йгородок              |
| 12 | Сосновая ул.           | 29 | Блокпост 720 километр           |
| 13 | Станционная ул.        | 30 | Блокпост 721 километр           |
| 14 | Кордон Сухая Речка ул. | 31 | Монтажный пос.                  |
| 15 | Ушакова ул.            | 32 | ст. Селикса терр.               |
| 16 | Черепановых ул.        | 33 | Москва — Челябинск дор.         |
| 17 | Беринга пр-д.          |    |                                 |

#### Микрорайон «Светлая Поляна»
| №  | Наименование                    |
| -- | ------------------------------- |
| 1  | Курортная ул.                   |
| 2  | Лагерь Политехник терр.         |
| 3  | Лесная Быль терр.               |
| 4  | СДТ Бытовик терр.               |
| 5  | СДТ Домостроитель терр.         |
| 6  | СДТ Осень терр.                 |
| 7  | СНТ Осень (пос. Победа) терр.   |
| 8  | СДТ Ромашка терр.               |
| 9  | СДТ Светлая Поляна терр.        |
| 10 | СНТ Ромашка (Чемодановка) терр. |

#### Микрорайон «Светлополянское лесничество»
| № | Наименование                      |
| - | --------------------------------- |
| 1 | Лесная Слобода ул.                |
| 2 | Светлополянское Лесничество терр. |

#### Микрорайон «Посёлок Победа»
| №  | Наименование              | №  | Наименование                       |
| -- | ------------------------- | -- | ---------------------------------- |
| 1  | Отрадная ул.              | 13 | СДТ Мечта терр.                    |
| 2  | Приозёрная ул.            | 14 | СДТ Победа терр.                   |
| 3  | Раздольная ул.            | 15 | СДТ Романтики терр.                |
| 4  | Соловьиная ул.            | 16 | СДТ Росток терр.                   |
| 5  | СДТ Бодрость терр.        | 17 | СДТ Сосенки терр.                  |
| 6  | СДТ Ветерок терр.         | 18 | СДТ Химик терр.                    |
| 7  | СДТ Дизелист терр.        | 19 | СНТ Астра терр.                    |
| 8  | СДТ Заря-81 терр.         | 21 | СНТ Берёзка (Светлая Поляна) терр. |
| 9  | СДТ Знание терр.          | 21 | СНТ Заря-81 терр.                  |
| 10 | СДТ Зодчий терр.          | 22 | Победа пос.                        |
| 11 | СДТ Машиностроитель терр. | 23 | Лагерь Спутник терр.               |
| 12 | СДТ Медик терр.           |    |                                    |

#### Микрорайон «Посёлок Чемодановка (дачи)»
| №  | Наименование                    | №  | Наименование                            |
| -- | ------------------------------- | -- | --------------------------------------- |
| 1  | СДТ Горизонт терр.              | 13 | СНТ Виктория терр.                      |
| 2  | СДТ Ёлочка терр.                | 14 | СНТ Восход (Чемодановка) терр.          |
| 3  | СДТ Заря-Чемодановка терр.      | 15 | СНТ Дружба (Чемодановка ОАО Заря) терр. |
| 4  | СДТ Золотая Осень терр.         | 16 | СНТ Дружба (Чемодановка СМУ) терр.      |
| 5  | СДТ НИИ ЭМП терр.               | 17 | СНТ Дружба (Чемодановка СОБЕС) терр.    |
| 6  | СДТ Раздолье терр.              | 18 | СНТ Заря (Чемодановка) терр.            |
| 7  | СДТ Сигнал терр.                | 19 | СНТ Заря-1 терр.                        |
| 8  | СДТ Урожай терр.                | 20 | СНТ Здоровье (Чемодановка) терр.        |
| 9  | СДТ Чайка терр.                 | 21 | СНТ Мотор терр.                         |
| 10 | СДТ Юность терр.                | 22 | СНТ Отдых (Чемодановка) терр.           |
| 11 | СДТ Яблонька терр.              | 23 | СНТ Приовражное терр.                   |
| 12 | СНТ Берёзка (Чемодановка) терр. | 24 | СНТ Пчёлка терр.                        |

#### Микрорайон «Посёлок Камыши-Хвощи»
| № | Наименование      |
| - | ----------------- |
| 1 | Камыши-Хвощи ул.  |
| 2 | СДТ Камыши терр.  |
| 3 | Камыши-Хвощи пос. |

#### Прочие территории, содержащиеся в КЛАДР и ФИАС
| № | Наименование               | №  | Наименование                |
| - | -------------------------- | -- | --------------------------- |
| 1 | СДТ Заря терр.             | 8  | СДТ Весна Служба быта терр. |
| 2 | СДТ Здоровье терр.         | 9  | СДТ Заря участок 4 терр.    |
| 3 | СДТ Мелиоратор терр.       | 10 | СДТ Здоровье-2 терр.        |
| 4 | СДТ Отдых терр.            | 11 | СДТ Чайка-2 терр.           |
| 5 | СДТ Труд терр.             | 12 | СДТ Энергетик терр.         |
| 6 | СНТ Весна БТИ терр.        | 13 | Блокпост 727 Километр       |
| 7 | СНТ Весна завода ДХО терр. |    |                             |

### Октябрьский район

#### Центральный микрорайон
| № | Наименование     |
| - | ---------------- |
| 1 | Глинки ул.       |
| 2 | Нахимова ул.     |
| 3 | Глинки 2-й пр-д. |

#### Микрорайон «КПД» («Черкассы»)
| №  | Наименование           | №  | Наименование        |
| -- | ---------------------- | -- | ------------------- |
| 1  | Белякова ул.           | 11 | Литвинова пр-д.     |
| 2  | Литвинова ул.          | 12 | Литвинова 1-й пр-д. |
| 3  | Машиностроительная ул. | 13 | Литвинова 2-й пр-д. |
| 4  | Наземная ул.           | 14 | Литвинова 3-й пр-д. |
| 5  | Новая ул.              | 15 | Новый 1-й пр-д.     |
| 6  | Павлова ул.            | 16 | Новый 2-й пр-д.     |
| 7  | Совхозная ул.          | 17 | Новый 3-й пр-д.     |
| 8  | Тиражная ул.           | 18 | Павлова пр-д.       |
| 9  | Тургенева ул.          | 19 | Совхозный пр-д.     |
| 10 | Черняховского ул.      | 20 | Черняховского пр-д. |

#### Микрорайон «Северная Поляна»
| №  | Наименование         | №  | Наименование              |
| -- | -------------------- | -- | ------------------------- |
| 1  | Аустрина ул.         | 17 | Каштановый 2-й пр-д.      |
| 2  | Байдукова ул.        | 18 | Каштановый 3-й пр-д.      |
| 3  | Байкова ул.          | 19 | Можайского 1-й пр-д.      |
| 4  | Депутатская ул.      | 20 | Можайского 2-й пр-д.      |
| 5  | Каштановая ул.       | 21 | Можайского 3-й пр-д.      |
| 6  | Компрессорная ул.    | 22 | Нестерова пр-д.           |
| 7  | Литвинова ул.        | 23 | Северополянский 1-й пр-д. |
| 8  | Лунинская ул.        | 24 | Северополянский 2-й пр-д. |
| 9  | Можайского ул.       | 25 | Северополянский 3-й пр-д. |
| 10 | Нестерова ул.        | 26 | Сумской пр-д.             |
| 11 | Островная ул.        | 27 | СДТ Север терр.           |
| 12 | Северополянская ул.  | 28 | СДТ Северная Гора терр.   |
| 13 | Совхозная ул.        | 29 | СДТ Южный терр.           |
| 14 | Сормовская ул.       | 30 | Москва — Челябинск дор.   |
| 15 | Сумская ул.          | 31 | Пенза — Лунино дор.       |
| 16 | Каштановый 1-й пр-д. | 32 | Урал дор.                 |

#### Микрорайон «Заводской»
| №  | Наименование                       | №  | Наименование           |
| -- | ---------------------------------- | -- | ---------------------- |
| 1  | Победы пр-кт.                      | 20 | Леонова ул.            |
| 2  | 9-го Января ул.                    | 21 | Литейная ул.           |
| 3  | Байдукова ул.                      | 22 | Нахимова ул.           |
| 4  | Беляева ул.                        | 23 | Рогатка ул.            |
| 5  | Воровского ул.                     | 24 | Рузаевская ул.         |
| 6  | Гагарина ул.                       | 25 | Строителей ул.         |
| 7  | Германа Титова ул.                 | 26 | Ударная ул.            |
| 8  | Гризодубовой ул.                   | 27 | Урожайная ул.          |
| 9  | Двор дорожного мастера, 138 км ул. | 28 | Физкультурная ул.      |
| 10 | Докучаева ул.                      | 29 | Фрунзе ул.             |
| 11 | Заводская ул.                      | 30 | Циолковского ул.       |
| 12 | Загоскина ул.                      | 31 | Часовая ул.            |
| 13 | ИТР ул.                            | 32 | Шмидта ул.             |
| 14 | Кирпичная ул.                      | 33 | Байдукова пр-д.        |
| 15 | Комсомольская ул.                  | 34 | Германа Титова пр-д.   |
| 16 | Крупской ул.                       | 35 | Автоматный пер.        |
| 17 | Кулибина ул.                       | 36 | Заводское шоссе        |
| 18 | Лазо ул.                           | 37 | Машиностроителей сквер |
| 19 | Ленина ул.                         |    |                        |

#### Микрорайон «Цыганский посёлок»
| №  | Наименование        | №  | Наименование          |
| -- | ------------------- | -- | --------------------- |
| 1  | Победы пр-кт.       | 12 | Гончарова пр-д.       |
| 2  | Гончарова ул.       | 13 | Гончарова 1-й пр-д.   |
| 3  | Мамина-Сибиряка ул. | 14 | Гончарова 2-й пр-д.   |
| 4  | Овощная ул.         | 15 | Офицерский 1-й пр-д.  |
| 5  | Офицерская 1-я ул.  | 16 | Офицерский 2-й пр-д.  |
| 6  | Офицерская 2-я ул.  | 17 | Офицерский 3-й пр-д.  |
| 7  | Придорожная ул.     | 18 | Офицерский 4-й пр-д.  |
| 8  | Ряжская ул.         | 19 | Придорожный пр-д.     |
| 9  | Серпуховская ул.    | 20 | Придорожный 1-й пр-д. |
| 10 | Фадеева ул.         | 21 | Придорожный 2-й пр-д. |
| 11 | Щербакова ул.       | 22 | Щербакова пр-д.       |

#### Микрорайон «Автодром»
| № | Наименование      |
| - | ----------------- |
| 1 | Строителей пр-кт. |
| 2 | Переходная ул.    |

#### Микрорайон «Арбеково»
| №  | Наименование                | №  | Наименование                      |
| -- | --------------------------- | -- | --------------------------------- |
| 1  | Победы пр-кт.               | 33 | Виноградный 2-й пр-д.             |
| 2  | Строителей пр-кт.           | 34 | Виноградный 3-й пр-д.             |
| 3  | Арбековское Лесничество ул. | 35 | Виноградный 4-й пр-д.             |
| 4  | Аренского ул.               | 36 | Виноградный 5-й пр-д.             |
| 5  | Бородина ул.                | 37 | Глиера пр-д.                      |
| 6  | Верстовского ул.            | 38 | Глиера 1-й пр-д.                  |
| 7  | Виноградная ул.             | 39 | Глиера 2-й пр-д.                  |
| 8  | Глазунова ул.               | 40 | Мусоргского пр-д.                 |
| 9  | Глиера ул.                  | 41 | Мусоргского 1-й пр-д.             |
| 10 | Гурилева ул.                | 42 | Мусоргского 2-й пр-д.             |
| 11 | Кронштадтская ул.           | 43 | Онежский 1-й пр-д.                |
| 12 | Ладожская ул.               | 44 | Онежский 2-й пр-д.                |
| 13 | Лозицкой ул.                | 45 | Онежский 3-й пр-д.                |
| 14 | Лядова ул.                  | 46 | Пестеля 1-й пр-д.                 |
| 15 | Минская ул.                 | 47 | Пестеля 4-й пр-д.                 |
| 16 | Мусоргского ул.             | 48 | Пестеля 6-й пр-д.                 |
| 17 | Одесская ул.                | 49 | Рахманинова 1-й пр-д.             |
| 18 | Онежская ул.                | 50 | Рахманинова 2-й пр-д.             |
| 19 | Политрука Клочкова ул.      | 51 | Рахманинова 3-й пр-д.             |
| 20 | Рахманинова ул.             | 52 | Рахманинова 4-й пр-д.             |
| 21 | Римского-Корсакова ул.      | 53 | Рахманинова 5-й пр-д.             |
| 22 | Собинова ул.                | 54 | Собинова 1-й пр-д.                |
| 23 | Стасова ул.                 | 55 | Собинова 2-й пр-д.                |
| 24 | Тернопольская ул.           | 56 | Стасова 1-й пр-д.                 |
| 25 | Ульяновская ул.             | 57 | Стасова 2-й пр-д.                 |
| 26 | Аренского 4-й пр-д.         | 58 | Стасова 3-й пр-д.                 |
| 27 | Аренского 5-й пр-д.         | 59 | Стасова 4-й пр-д.                 |
| 28 | Бородина 1-й пр-д.          | 60 | Стасова 5-й пр-д.                 |
| 29 | Бородина 2-й пр-д.          | 61 | СДТ 40 лет Октября терр.          |
| 30 | Бородина 3-й пр-д.          | 62 | Москва — Челябинск дор.           |
| 31 | Верстовского 1-й пр-д.      | 63 | Урал дор.                         |
| 32 | Верстовского 2-й пр-д.      | 64 | Москва — Челябинск трасса, 624 км |

#### Микрорайон «Запрудный»
| №  | Наименование           | №  | Наименование                         |
| -- | ---------------------- | -- | ------------------------------------ |
| 1  | Строителей пр-кт.      | 11 | Охотский 1-й пр-д.                   |
| 2  | 65-летия Победы ул.    | 12 | Охотский 2-й пр-д.                   |
| 3  | Бутузова ул.           | 13 | Охотский 3-й пр-д.                   |
| 4  | Верстовского ул.       | 14 | Охотский 4-й пр-д.                   |
| 5  | Генерала Глазунова ул. | 15 | Охотский 5-й пр-д.                   |
| 6  | Ладожская ул.          | 16 | Комаровский ГСК                      |
| 7  | Лядова ул.             | 17 | СНТ Черёмушки терр.                  |
| 8  | Охотская ул.           | 18 | 3-й микрорайон Арбеково, 3-я очередь |
| 9  | Пятигорская ул.        | 19 | станция Арбеково 700 км терр.        |
| 10 | Ладожский 2-й пр-д.    |    |                                      |

#### Микрорайон «Каланча»
| №  | Наименование                    | №  | Наименование                           |
| -- | ------------------------------- | -- | -------------------------------------- |
| 1  | Безымянный Овраг ул.            | 17 | СДТ им. Мичурина терр.                 |
| 2  | СНТ Заря терр.                  | 18 | СДТ им. Мичурина завод ВЭМ терр.       |
| 3  | СДТ 40 лет ВЧК терр.            | 19 | СДТ Коммунальник терр.                 |
| 4  | СДТ 40 лет Октября-2 терр.      | 20 | СДТ Мир терр.                          |
| 5  | СДТ Весна терр.                 | 21 | СДТ Наука терр.                        |
| 6  | СДТ Весна-1 терр.               | 22 | СДТ Рассвет терр.                      |
| 7  | СДТ Восход терр.                | 23 | СДТ Рассвет ОРС ж/д терр.              |
| 8  | СДТ Дружба терр.                | 24 | СДТ Рассвет-1 терр.                    |
| 9  | СДТ Дружба-1 терр.              | 25 | СДТ Строитель терр.                    |
| 10 | СДТ Дружба-2 завод ВЭМ терр.    | 26 | СДТ Электрик терр.                     |
| 11 | СДТ Жилстроевец терр.           | 27 | СДТ Энергетик терр.                    |
| 12 | СДТ Заря терр.                  | 28 | СНТ Движенец терр.                     |
| 13 | СДТ Заря АО Компрессормаш терр. | 29 | СНТ Макаронной Фабрики (Каланча) терр. |
| 14 | СДТ Заря завод Пензхиммаш терр. | 30 | Москва — Челябинск дор.                |
| 15 | СДТ Зелёная Поляна терр.        | 31 | Урал дор.                              |
| 16 | СДТ Золотая Осень терр.         |    |                                        |

#### Микрорайон «Побочино»
| № | Наименование          | №  | Наименование                         |
| - | --------------------- | -- | ------------------------------------ |
| 1 | Побочинская ул.       | 9  | СДТ Пограничное терр.                |
| 2 | Селиверстова ул.      | 10 | СДТ Ромашка терр.                    |
| 3 | Сперанского ул.       | 11 | СНТ Солнечное терр.                  |
| 4 | Татищева ул.          | 12 | Побочино пос.                        |
| 5 | Селиверстова пр-д.    | 13 | 6-й микрорайон Арбеково, 3-я очередь |
| 6 | Сперанского 1-й пр-д. | 14 | Москва — Челябинск дор.              |
| 7 | Сперанского 2-й пр-д. | 15 | Урал дор.                            |
| 8 | Сперанского 3-й пр-д. |    |                                      |

#### Микрорайон «село Арбеково»
| № | Наименование           |
| - | ---------------------- |
| 1 | Арбековская ул.        |
| 2 | СДТ Зелёная Роща терр. |
| 3 | СНТ Элита терр.        |
| 4 | Арбеково с.            |

#### Микрорайон «совхоз Заря»
| №  | Наименование          | №  | Наименование            |
| -- | --------------------- | -- | ----------------------- |
| 1  | Барышникова ул.       | 26 | Янтарная ул.            |
| 2  | Вигель ул.            | 27 | Велозаводской 1-й пр-д. |
| 3  | Василия Юркина ул.    | 28 | Велозаводской 2-й пр-д. |
| 4  | Велозаводская ул.     | 29 | Велозаводской 3-й пр-д. |
| 5  | Владимира Квышко ул.  | 30 | Велозаводской 4-й пр-д. |
| 6  | Вячеслава Година ул.  | 31 | Велозаводской 5-й пр-д. |
| 7  | Городецкого ул.       | 32 | Велозаводской 6-й пр-д. |
| 8  | Дмитрия Шорникова ул. | 33 | Плодовый 1-й пр-д.      |
| 9  | Застрожного ул.       | 34 | Плодовый 2-й пр-д.      |
| 10 | Киселёвой ул.         | 35 | Плодовый 3-й пр-д.      |
| 11 | Книгина ул.           | 36 | Плодовый 4-й пр-д.      |
| 12 | Михаила Проценко ул.  | 37 | Плодовый 5-й пр-д.      |
| 13 | Молодёжная ул.        | 38 | Радостный 1-й пр-д.     |
| 14 | Надежды ул.           | 39 | Радостный 2-й пр-д.     |
| 15 | Плодовая ул.          | 40 | Радостный 3-й пр-д.     |
| 16 | Радостная ул.         | 41 | Садовый 1-й пр-д.       |
| 17 | Райская ул.           | 42 | Садовый 2-й пр-д.       |
| 18 | Родионова ул.         | 43 | Садовый 3-й пр-д.       |
| 19 | Садовая ул.           | 44 | Садовый 4-й пр-д.       |
| 20 | Сергея Кустова ул.    | 45 | Садовый 5-й пр-д.       |
| 21 | Счастливая ул.        | 46 | Счастливый 1-й пр-д.    |
| 22 | Усадебная ул.         | 47 | Счастливый 2-й пр-д.    |
| 23 | Хрустальная ул.       |    |                         |
| 24 | Широкая ул.           |    |                         |
| 25 | Юбилейная ул.         |    |                         |

#### Микрорайон «Заря-1»
| №  | Наименование              | №  | Наименование            |
| -- | ------------------------- | -- | ----------------------- |
| 1  | Александра Захарченко ул. | 25 | Брусничный 3-й пр-д.    |
| 2  | Большая Брусничная ул.    | 26 | Брусничный 4-й пр-д.    |
| 3  | Малая Брусничная ул.      | 27 | Брусничный 5-й пр-д.    |
| 4  | Газовая ул.               | 28 | Брусничный 6-й пр-д.    |
| 5  | Героя России Сергеева ул. | 29 | Брусничный 7-й пр-д.    |
| 6  | Ладыгиной-Котс ул.        | 30 | Газовый 1-й пр-д.       |
| 7  | Магистральная ул.         | 31 | Газовый 2-й пр-д.       |
| 8  | Магистральная 1-я ул.     | 32 | Магистральный 1-й пр-д. |
| 9  | Магистральная 2-я ул.     | 33 | Магистральный 2-й пр-д. |
| 10 | Магистральная 3-я ул.     | 34 | Магистральный 3-й пр-д. |
| 11 | Малоэтажная ул.           | 35 | Магистральный 4-й пр-д. |
| 12 | Мясникова ул.             | 36 | Магистральный 5-й пр-д. |
| 13 | Новосёлов ул.             | 37 | Малоэтажный 1-й пр-д.   |
| 14 | Районная ул.              | 38 | Малоэтажный 2-й пр-д.   |
| 15 | Рамеева ул.               | 39 | Малоэтажный 3-й пр-д.   |
| 16 | Ревунова ул.              | 40 | Новосёлов 1-й пр-д.     |
| 17 | Руслановой ул.            | 41 | Новосёлов 2-й пр-д.     |
| 18 | Спрыгина ул.              | 42 | Рамеева пр-д.           |
| 19 | Сузюмова ул.              | 43 | Спрыгина пр-д.          |
| 20 | Турищева ул.              | 44 | 1-й микрорайон Заря-1   |
| 21 | Усыскина ул.              | 45 | 3-й микрорайон Заря-1   |
| 22 | Черничная ул.             | 46 | 4-й микрорайон Заря-1   |
| 23 | Брусничный 1-й пр-д.      | 47 | Москва — Челябинск дор. |
| 24 | Брусничный 2-й пр-д.      | 48 | Урал дор.               |

#### Микрорайон «Заря-2»
| №  | Название              | №  | Название              |
| -- | --------------------- | -- | --------------------- |
| 1  | Абрикосовая ул.       | 29 | Земляничный 2-й пр-д. |
| 2  | Адмирала Истомина ул. | 30 | Земляничный 3-й пр-д. |
| 3  | Анисовая ул.          | 31 | Земляничный 4-й пр-д. |
| 4  | Буслаева ул.          | 32 | Земляничный 5-й пр-д. |
| 5  | Гвоздева ул.          | 33 | Земляничный 6-й пр-д. |
| 6  | Героев Донбасса ул.   | 34 | Мозжухина 1-й пр-д.   |
| 7  | Героя России Жоги ул. | 35 | Мозжухина 2-й пр-д.   |
| 8  | Ежевичная ул.         | 36 | Мозжухина 3-й пр-д.   |
| 9  | Зелёная Горка ул.     | 37 | Мозжухина 4-й пр-д.   |
| 10 | Земляничная ул.       | 38 | Мозжухина 5-й пр-д.   |
| 11 | Игристая ул.          | 39 | Мозжухина 6-й пр-д.   |
| 12 | Изумрудная ул.        | 40 | Мозжухина 7-й пр-д.   |
| 13 | Казицина ул.          | 41 | Мозжухина 8-й пр-д.   |
| 14 | Клубничная ул.        | 42 | Народный пр-д.        |
| 15 | Медовая ул.           | 43 | Ступишина пр-д.       |
| 16 | Милютина ул.          | 44 | Таганцева 1-й пр-д.   |
| 17 | Мозжухина ул.         | 45 | Таганцева 2-й пр-д.   |
| 18 | Персиковая ул.        | 46 | Мозжухина пер.        |
| 19 | Прохладная ул.        | 47 | 1-й микрорайон Заря-2 |
| 20 | Ступишина ул.         | 48 | 2-й микрорайон Заря-2 |
| 21 | Таганцева ул.         | 49 | 3-й микрорайон Заря-2 |
| 22 | Фруктовая ул.         | 50 | 4-й микрорайон Заря-2 |
| 23 | Яшиной ул.            | 51 | 5-й микрорайон        |
| 24 | Абрикосовый пр-д.     | 52 | 6-й микрорайон        |
| 25 | Буслаева 1-й пр-д.    | 53 | 7-й микрорайон        |
| 26 | Буслаева 2-й пр-д.    | 54 | 8-й микрорайон Заря-2 |
| 27 | Гвоздева пр-д.        | 55 | 9-й микрорайон Заря-2 |
| 28 | Земляничный 1-й пр-д. | 56 | 10-й микрорайон       |

#### Микрорайон «поселок ЗИФ»
| №  | Наименование             | №  | Наименование            |
| -- | ------------------------ | -- | ----------------------- |
| 1  | Архангельского ул.       | 17 | Малиновый 7-й пр-д.     |
| 2  | Октября Гришина ул.      | 18 | Малиновый 8-й пр-д.     |
| 3  | Почивалина ул.           | 19 | Малиновый 9-й пр-д.     |
| 4  | Тагильская ул.           | 20 | Малиновый 10-й пр-д.    |
| 5  | Шоссейная ул.            | 21 | Шоссейный 1-й пр-д.     |
| 6  | Архангельского пр-д.     | 22 | Малиновый 1-й пер.      |
| 7  | Архангельского 1-й пр-д. | 23 | Малиновый 2-й пер.      |
| 8  | Архангельского 2-й пр-д. | 24 | Малиновый 3-й пер.      |
| 9  | Архангельского 3-й пр-д. | 25 | Малиновый 4-й пер.      |
| 10 | Малиновый пр-д.          | 26 | Малиновый 5-й пер.      |
| 11 | Малиновый 1-й пр-д.      | 27 | СДТ Берёзка терр.       |
| 12 | Малиновый 2-й пр-д.      | 28 | СДТ Механизатор терр.   |
| 13 | Малиновый 3-й пр-д.      | 29 | СНТ Берёзка терр.       |
| 14 | Малиновый 4-й пр-д.      | 30 | Москва — Челябинск дор. |
| 15 | Малиновый 5-й пр-д.      | 31 | Урал дор.               |
| 16 | Малиновый 6-й пр-д.      |    |                         |

#### Микрорайон «поселок Нефтяник»
| № | Наименование                |
| - | --------------------------- |
| 1 | Нефтяник пр-д.              |
| 2 | СДТ 50 лет Победы терр.     |
| 3 | СДТ Гудок терр.             |
| 4 | СДТ Нефтяник терр.          |
| 5 | СДТ Нефтяник-2 терр.        |
| 6 | СНТ Гудок 4-й квартал терр. |
| 7 | Нефтяник пос.               |

#### Микрорайон «Мясоптицекомбинат»
| № | Наименование   |
| - | -------------- |
| 1 | Аустрина ул.   |
| 2 | Звездная ул.   |
| 3 | Аустрина пр-д. |

#### Микрорайон «совхоз Победа»
| № | Наименование                  |
| - | ----------------------------- |
| 1 | СВХ Победа терр.              |
| 2 | Совхоз Победа участок 2 терр. |

#### Прочие территории, содержащиеся в КЛАДР и ФИАС
| № | Наименование                              | №  | Наименование          |
| - | ----------------------------------------- | -- | --------------------- |
| 1 | СДТ Восход управления троллейбусами терр. | 7  | СДТ Урожай терр.      |
| 2 | СДТ Зодчий терр.                          | 8  | СДТ Эребус ТПП терр.  |
| 3 | СДТ Искра терр.                           | 9  | СНТ Жилстрой терр.    |
| 4 | СДТ Мир як-7/1 терр.                      | 10 | СНТ Звёздочка терр.   |
| 5 | СДТ Огонёк ОПО УВД терр.                  | 11 | Новый Матросова пр-д. |
| 6 | СДТ Поляна терр.                          | 12 | Ухтинка пос.          |

### Ленинский район

#### Центральный микрорайон
| №  | Наименование              | №  | Наименование              |
| -- | ------------------------- | -- | ------------------------- |
| 1  | Победы пр-кт.             | 51 | Репина ул.                |
| 2  | 8 Марта ул.               | 52 | Салтыкова-Щедрина ул.     |
| 3  | Бакунина ул.              | 53 | Сборная ул.               |
| 4  | Баумана ул.               | 54 | Свердлова ул.             |
| 5  | Бекешская ул.             | 55 | Славы ул.                 |
| 6  | Белинского ул.            | 56 | Советская ул.             |
| 7  | Бугровка М. ул.           | 57 | Спасо-Преображенская ул.  |
| 8  | Володарского ул.          | 58 | Ставского ул.             |
| 9  | Ворошилова ул.            | 59 | Старый Кавказ ул.         |
| 10 | Вяземского ул.            | 60 | Суворова ул.              |
| 11 | Гладкова ул.              | 61 | Тимирязева ул.            |
| 12 | Гоголя ул.                | 62 | Толстого ул.              |
| 13 | Декабристов ул.           | 63 | Трудовая ул.              |
| 14 | Дзержинского ул.          | 64 | Урицкого ул.              |
| 15 | Дунаевка ул.              | 65 | Фурманова ул.             |
| 16 | Замойского ул.            | 66 | Халтурина ул.             |
| 17 | Западная ул.              | 67 | Чкалова ул.               |
| 18 | Захарова ул.              | 68 | Шевченко ул.              |
| 19 | Кавказ ул.                | 69 | Володарского пр-д.        |
| 20 | Калинина ул.              | 70 | Дзержинского пр-д.        |
| 21 | Карла Маркса ул.          | 71 | Коммунистический пр-д.    |
| 22 | Карпинского ул.           | 72 | Леваневского 1-й пр-д.    |
| 23 | Кирова ул.                | 73 | Лермонтова пр-д.          |
| 24 | Ключевского ул.           | 74 | Плеханова пр-д.           |
| 25 | Коммунистическая ул.      | 75 | Пушкина пр-д.             |
| 26 | Космодемьянской ул.       | 76 | Театральный пр-д.         |
| 27 | Кочетовка М. ул.          | 77 | Тимирязева 2-й пр-д.      |
| 28 | Красная ул.               | 78 | Больничный пер.           |
| 29 | Крылова ул.               | 79 | Дунаевский пер.           |
| 30 | Кулакова ул.              | 80 | Пушкина пер.              |
| 31 | Куприна ул.               | 81 | Тихий пер.                |
| 32 | Кураева ул.               | 82 | Товарищеский пер.         |
| 33 | Леваневского ул.          | 83 | Фурманова пер.            |
| 34 | Лермонтова ул.            | 84 | Дружбы пл.                |
| 35 | Либерсона ул.             | 85 | Ленина пл.                |
| 36 | Луначарского ул.          | 86 | Маршала Жукова пл.        |
| 37 | Максима Горького ул.      | 87 | Мироносицкая пл.          |
| 38 | Московская ул.            | 88 | Новая пл.                 |
| 39 | Набережная реки Мойки ул. | 89 | Победы пл.                |
| 40 | Набережная реки Пензы ул. | 90 | Соборная пл.              |
| 41 | Некрасова ул.             | 91 | Фонтанная пл.             |
| 42 | Новый Кавказ ул.          | 92 | Юбилейная пл.             |
| 43 | Объединённая ул.          | 93 | 45-й Меридиан сквер       |
| 44 | Пионерская ул.            | 94 | Бессмертного Полка сквер  |
| 45 | Плеханова ул.             | 95 | Воинской Доблести сквер   |
| 46 | Пугачёва ул.              | 96 | Героев-Чернобыльцев сквер |
| 47 | Пушкина ул.               | 97 | Ермина сквер              |
| 48 | Радищевская Б. ул.        | 98 | Полярников сквер          |
| 49 | Разина ул.                |    |                           |
| 50 | Революционная ул.         |    |                           |

#### Микрорайон «Остров Пески»
| № | Наименование       |
| - | ------------------ |
| 1 | Бурденко ул.       |
| 2 | Лебедевская ул.    |
| 3 | Моршанская ул.     |
| 4 | Пески ул.          |
| 5 | Серафимовича ул.   |
| 6 | Староречная ул.    |
| 7 | Тельмана ул.       |
| 8 | Серафимовича пр-д. |

#### Микрорайон «Автовокзал»
| № | Наименование     |
| - | ---------------- |
| 1 | Деповская ул.    |
| 2 | Дзержинского ул. |

#### Микрорайон «Райки»
| №  | Наименование         | №  | Наименование           |
| -- | -------------------- | -- | ---------------------- |
| 1  | Аминевка ул.         | 30 | Яблочкова ул.          |
| 2  | Бекешская ул.        | 31 | Горный пр-д.           |
| 3  | Весенняя ул.         | 32 | Горный 1-й пр-д.       |
| 4  | Горная ул.           | 33 | Горный 2-й пр-д.       |
| 5  | Гражданская ул.      | 34 | Горный 3-й пр-д.       |
| 6  | Громова ул.          | 35 | Гражданский 1-й пр-д.  |
| 7  | Дарвина ул.          | 36 | Гражданский 2-й пр-д.  |
| 8  | Жуковского ул.       | 37 | Гражданский 3-й пр-д.  |
| 9  | Зелёный Овраг ул.    | 38 | Дарвина пр-д.          |
| 10 | Карпинского ул.      | 39 | Короленко пр-д.        |
| 11 | Ключевая ул.         | 40 | Мотоциклетный пр-д.    |
| 12 | Короленко ул.        | 41 | Некрасова пр-д.        |
| 13 | Короткая ул.         | 42 | Объединённый 1-й пр-д. |
| 14 | Космодемьянской ул.  | 43 | Объединённый 2-й пр-д. |
| 15 | Мотоциклетная ул.    | 44 | Объединённый 3-й пр-д. |
| 16 | Некрасова ул.        | 45 | Проломный пр-д.        |
| 17 | Ново-Гражданская ул. | 46 | Солдатский 1-й пр-д.   |
| 18 | Объединённая ул.     | 47 | Солдатский 2-й пр-д.   |
| 19 | Окружная ул.         | 48 | Тимирязева пр-д.       |
| 20 | Проломная ул.        | 49 | Тимирязева 1-й пр-д.   |
| 21 | Пугачёва ул.         | 50 | Тимирязева 3-й пр-д.   |
| 22 | Пушкина ул.          | 51 | Угловой пр-д.          |
| 23 | Солдатская ул.       | 52 | Яблочкова 1-й пр-д.    |
| 24 | Средняя ул.          | 53 | Яблочкова 2-й пр-д.    |
| 25 | Тимирязева ул.       | 54 | Жуковского пер.        |
| 26 | Толстого ул.         | 55 | Мотоциклетный пер.     |
| 27 | Угловая ул.          | 56 | Проломный пер.         |
| 28 | Чайковского ул.      | 57 | Строительный пер.      |
| 29 | Шевченко ул.         | 58 | Тимирязева пер.        |

#### Микрорайон «Бугровка»
| №  | Наименование         | №  | Наименование               |
| -- | -------------------- | -- | -------------------------- |
| 1  | 8 Марта ул.          | 32 | Кольцова 1-й пр-д.         |
| 2  | Брянская ул.         | 33 | Кольцова 2-й пр-д.         |
| 3  | Бугровка Б. ул.      | 34 | Кольцова 3-й пр-д.         |
| 4  | Будашкина ул.        | 35 | Кольцова 4-й пр-д.         |
| 5  | Гастелло ул.         | 36 | Кольцова 5-й пр-д.         |
| 6  | Громова ул.          | 37 | Красноармейский 1-й пр-д.  |
| 7  | Есенина ул.          | 38 | Красноармейский 2-й пр-д.  |
| 8  | Карпинского ул.      | 39 | Краснознамённый пр-д.      |
| 9  | Кольцова ул.         | 40 | Краснознамённый 1-й пр-д.  |
| 10 | Красноармейская ул.  | 41 | Краснознамённый 2-й пр-д.  |
| 11 | Краснознамённая ул.  | 42 | Малый пр-д.                |
| 12 | Маресьева ул.        | 43 | Маресьева пр-д.            |
| 13 | Огарёва ул.          | 44 | Новополярный пр-д.         |
| 14 | Островского ул.      | 45 | Огарёва 1-й пр-д.          |
| 15 | Полярная ул.         | 46 | Огарёва 2-й пр-д.          |
| 16 | Правды ул.           | 47 | Огарёва 3-й пр-д.          |
| 17 | Производственная ул. | 48 | Полярный 1-й пр-д.         |
| 18 | Средняя ул.          | 49 | Полярный 2-й пр-д.         |
| 19 | Сурикова ул.         | 50 | Производственный пр-д.     |
| 20 | Тульская ул.         | 51 | Производственный 1-й пр-д. |
| 21 | Челюскина ул.        | 52 | Производственный 2-й пр-д. |
| 22 | 8 Марта пр-д.        | 53 | Средний 1-й пр-д.          |
| 23 | Будашкина пр-д.      | 54 | Средний 2-й пр-д.          |
| 24 | Громова 1-й пр-д.    | 55 | Средний 3-й пр-д.          |
| 25 | Громова 2-й пр-д.    | 56 | Средний 4-й пр-д.          |
| 26 | Громова 3-й пр-д.    | 57 | Средний 5-й пр-д.          |
| 27 | Громова 4-й пр-д.    | 58 | Средний 6-й пр-д.          |
| 28 | Громова 5-й пр-д.    | 59 | Сурикова пр-д.             |
| 29 | Громова 6-й пр-д.    | 60 | Челюскина пр-д.            |
| 30 | Громова 7-й пр-д.    | 61 | Тульский пер.              |
| 31 | Есенина пр-д.        |    |                            |

#### Микрорайон «Автодром» («Арбеково-5»)
| №  | Наименование            | №  | Наименование               |
| -- | ----------------------- | -- | -------------------------- |
| 1  | Большая Арбековская ул. | 16 | Радужный пр-д.             |
| 2  | Большая Поляна ул.      | 17 | Рябиновый пр-д.            |
| 3  | Виражная ул.            | 18 | Арбековский пер.           |
| 4  | Генерала Волкова ул.    | 19 | Кленовый пер.              |
| 5  | Малая Поляна ул.        | 20 | Рябиновый пер.             |
| 6  | Малинка ул.             | 21 | Солнечный пер.             |
| 7  | Переходная ул.          | 22 | Хороший пер.               |
| 8  | Радужная ул.            | 23 | Яблоневый пер.             |
| 9  | Рябиновая ул.           | 24 | Кленовый бульвар           |
| 10 | Сиреневая ул.           | 25 | 2-й Кордон терр.           |
| 11 | Хорошая ул.             | 26 | Вираж терр.                |
| 12 | Яблоневая ул.           | 27 | Арбеково-5 очередь 1 терр. |
| 13 | Ясная ул.               | 28 | Арбеково-5 очередь 2 терр. |
| 14 | Виражный 1-й пр-д.      | 29 | Арбеково-5 очередь 3 терр. |
| 15 | Виражный 2-й пр-д.      | 30 | Арбеково-5 очередь 5 терр. |

#### Микрорайон «Западная Поляна»
| №  | Наименование           | №  | Наименование             |
| -- | ---------------------- | -- | ------------------------ |
| 1  | Беговая ул.            | 12 | Прогулочная ул.          |
| 2  | Боевая Гора ул.        | 13 | М. Радищевская ул.       |
| 3  | Захарова ул.           | 14 | Революционная ул.        |
| 4  | Ключевского ул.        | 15 | Саратовская ул.          |
| 5  | Кураева ул.            | 16 | Станиславского ул.       |
| 6  | Лермонтова ул.         | 17 | Станиславского 1-й пр-д. |
| 7  | Мира ул.               | 18 | Станиславского 2-й пр-д. |
| 8  | Ново-Революционная ул. | 19 | Станиславского 3-й пр-д. |
| 9  | Ново-Садовая ул.       | 20 | Больничный пер.          |
| 10 | Пацаева ул.            | 21 | СДТ Добрый Путь терр.    |
| 11 | Попова ул.             | 22 | СДТ Светлый Путь терр.   |

#### Микрорайон «Южная Поляна»
| № | Наименование      |
| - | ----------------- |
| 1 | Калинина ул.      |
| 2 | Красная Горка ул. |
| 3 | Свердлова ул.     |

#### Микрорайон «Окружная»
| № | Наименование    |
| - | --------------- |
| 1 | Больничный пер. |

#### Микрорайон «посёлок Арбеково»
| № | Наименование           |
| - | ---------------------- |
| 1 | Разъезд Арбеково       |
| 2 | Станция Арбеково терр. |
| 3 | Посёлок Арбеково       |

### Первомайский район

#### Центральный микрорайон
| № | Наименование        | №  | Наименование        |
| - | ------------------- | -- | ------------------- |
| 1 | Богданова ул.       | 8  | Тамбовская ул.      |
| 2 | Калинина ул.        | 9  | Чкалова ул.         |
| 3 | Красная ул.         | 10 | Майский пр-д.       |
| 4 | Куйбышева ул.       | 11 | Свердлова 2-й пр-д. |
| 5 | Лермонтова ул.      | 12 | Чкалова пр-д.       |
| 6 | Маршала Крылова ул. | 13 | Куйбышева пл.       |
| 7 | Свердлова ул.       |    |                     |

#### Микрорайон «Западная поляна»
| № | Наименование          | №  | Наименование          |
| - | --------------------- | -- | --------------------- |
| 1 | Ленинградская ул.     | 9  | 20 кордон терр.       |
| 2 | Лермонтова ул.        | 10 | 6 кордон терр.        |
| 3 | Маршала Крылова ул.   | 11 | 7 кордон терр.        |
| 4 | Мира ул.              | 12 | Военный Городок       |
| 5 | Пацаева ул.           | 13 | Ипподром терр.        |
| 6 | Попова ул.            | 14 | ПЕНЗА-5 ПАИИ терр.    |
| 7 | Западной Поляны пр-д. | 15 | 2 Будка Строение      |
| 8 | 14 Кордон терр.       | 16 | Парк Белинского терр. |

#### Микрорайон «Южная поляна»
| №  | Наименование        | №  | Наименование           |
| -- | ------------------- | -- | ---------------------- |
| 1  | Баумана ул.         | 26 | Богданова пр-д.        |
| 2  | Богданова ул.       | 27 | Калинина пр-д.         |
| 3  | Ватутина ул.        | 28 | Лескова 1-й пр-д.      |
| 4  | Воронова ул.        | 29 | Лескова 2-й пр-д.      |
| 5  | Гоголя ул.          | 30 | Лескова 3-й пр-д.      |
| 6  | Калинина ул.        | 31 | Лобачевского 1-й пр-д. |
| 7  | Красная Горка ул.   | 32 | Лобачевского 2-й пр-д. |
| 8  | Краснова ул.        | 33 | Лобачевского 3-й пр-д. |
| 9  | Куйбышева ул.       | 34 | Маркина пр-д.          |
| 10 | Лескова ул.         | 35 | Металлистов пр-д.      |
| 11 | Лобачевского ул.    | 36 | Ново-Тамбовский пр-д.  |
| 12 | Маркина ул.         | 37 | Пихтинский пр-д.       |
| 13 | Мебельная ул.       | 38 | Подгорный пр-д.        |
| 14 | Металлистов ул.     | 39 | Подгорный 1-й пр-д.    |
| 15 | Ново-Тамбовская ул. | 40 | Подгорный 2-й пр-д.    |
| 16 | Подгорная ул.       | 41 | Подгорный 3-й пр-д.    |
| 17 | Савицкого ул.       | 42 | Свердлова М. пр-д.     |
| 18 | Свердлова ул.       | 43 | Южный пр-д.            |
| 19 | Суматовка ул.       | 44 | Южный 1-й пр-д.        |
| 20 | Тамбовская ул.      | 45 | Подгорный пер.         |
| 21 | Толбухина ул.       | 46 | Подгорный 1-й пер.     |
| 22 | Южная ул.           | 47 | Подгорный 2-й пер.     |
| 23 | Южная поляна ул.    | 48 | Подгорный 3-й пер.     |
| 24 | Батайский 1-й пр-д. | 49 | Южный туп.             |
| 25 | Баумана пр-д.       |    |                        |

#### Микрорайон «Терновка (Свинтрест)»
| №  | Наименование         | №  | Наименование            |
| -- | -------------------- | -- | ----------------------- |
| 1  | Бригадная ул.        | 18 | Галетный 4-й пр-д.      |
| 2  | Волжская ул.         | 19 | Галетный 5-й пр-д.      |
| 3  | Галетная ул.         | 20 | Галетный 6-й пр-д.      |
| 4  | Индустриальная ул.   | 21 | Индустриальный пр-д.    |
| 5  | Кооперативная ул.    | 22 | Молокова 1-й пр-д.      |
| 6  | Молокова ул.         | 23 | Молокова 2-й пр-д.      |
| 7  | Осоавиахимовская ул. | 24 | Отдельный 1-й пр-д.     |
| 8  | Отдельная ул.        | 25 | Отдельный 2-й пр-д.     |
| 9  | Полевая ул.          | 26 | Полевой пр-д.           |
| 10 | Ремесленная ул.      | 27 | Слесарный пр-д.         |
| 11 | Слесарная ул.        | 28 | Токарный 1-й пр-д.      |
| 12 | Стрелочная ул.       | 29 | Токарный 2-й пр-д.      |
| 13 | Терновского ул.      | 30 | Индустриальный пер.     |
| 14 | Токарная ул.         | 31 | Индустриальный 2-й пер. |
| 15 | Галетный 1-й пр-д.   | 32 | Токарный 2-й пер.       |
| 16 | Галетный 2-й пр-д.   | 33 | Бригадный туп.          |
| 17 | Галетный 3-й пр-д.   |    |                         |

#### Микрорайон «Терновка»
| №  | Наименование         | №  | Наименование               |
| -- | -------------------- | -- | -------------------------- |
| 1  | Бакинская ул.        | 41 | Терешковой ул.             |
| 2  | Батумская ул.        | 42 | Терновского ул.            |
| 3  | Баумана ул.          | 43 | Токарная ул.               |
| 4  | Башмаковская ул.     | 44 | Уфимская ул.               |
| 5  | Брестская ул.        | 45 | Челябинская ул.            |
| 6  | Вадинская ул.        | 46 | Ялтинская ул.              |
| 7  | Волжская ул.         | 47 | Волжский 1-й пр-д.         |
| 8  | Воронежская ул.      | 48 | Волжский 2-й пр-д.         |
| 9  | Гомельская ул.       | 49 | Волжский 3-й пр-д.         |
| 10 | Днепропетровская ул. | 50 | Воронежский 1-й пр-д.      |
| 11 | Донецкая ул.         | 51 | Воронежский 2-й пр-д.      |
| 12 | ДОС ул.              | 52 | Воронежский 3-й пр-д.      |
| 13 | Заливная ул.         | 53 | Мебельный 1-й пр-д.        |
| 14 | Заовражная ул.       | 54 | Мебельный 2-й пр-д.        |
| 15 | Ивановская ул.       | 55 | Мебельный 3-й пр-д.        |
| 16 | Кишиневская ул.      | 56 | Мебельный 4-й пр-д.        |
| 17 | Колышлейская ул.     | 57 | Нагорный пр-д.             |
| 18 | Косарева ул.         | 58 | Осоавиахимовский 1-й пр-д. |
| 19 | Краснодарская ул.    | 59 | Павлика Морозова пр-д.     |
| 20 | Красноярская ул.     | 60 | Петровский пр-д.           |
| 21 | Мебельная ул.        | 61 | Пограничный пр-д.          |
| 22 | Межрайонная ул.      | 62 | Пушкарский пр-д.           |
| 23 | Мурманская ул.       | 63 | Севастопольский 1-й пр-д.  |
| 24 | Нагорная ул.         | 64 | Севастопольский 2-й пр-д.  |
| 25 | Николаевская ул.     | 65 | Сухумский пр-д.            |
| 26 | Новгородская ул.     | 66 | Ташкентский 1-й пр-д.      |
| 27 | Новоселовка ул.      | 67 | Ташкентский 2-й пр-д.      |
| 28 | Новый Порядок ул.    | 68 | Терновского 1-й пр-д.      |
| 29 | Осоавиахимовская ул. | 69 | Терновского 2-й пр-д.      |
| 30 | Павлика Морозова ул. | 70 | Терновского 3-й пр-д.      |
| 31 | Петровская ул.       | 71 | Терновского 4-й пр-д.      |
| 32 | Пограничная ул.      | 72 | Терновского 5-й пр-д.      |
| 33 | Пушкари ул.          | 73 | Уфимский пр-д.             |
| 34 | Романовка ул.        | 74 | Электрический пр-д.        |
| 35 | Ростовская ул.       | 75 | Ялтинский пр-д.            |
| 36 | Севастопольская ул.  | 76 | Ялтинский 1-й пр-д.        |
| 37 | Спортивная ул.       | 77 | Донецкий туп.              |
| 38 | Сухумская ул.        | 78 | Ивановский туп.            |
| 39 | Таганрогская ул.     | 79 | парк Заречный терр.        |
| 40 | Ташкентская ул.      |    |                            |

#### Микрорайон «Терновка (Междуречье)»
| №  | Наименование               | №  | Наименование         |
| -- | -------------------------- | -- | -------------------- |
| 1  | Айвазовского ул.           | 16 | Мутовкина ул.        |
| 2  | Антокольского ул.          | 17 | Петрачкова ул.       |
| 3  | Аргунова ул.               | 18 | Полтавская ул.       |
| 4  | Берсенёва ул.              | 19 | Рокотова ул.         |
| 5  | Боровиковского ул.         | 20 | Ростовская ул.       |
| 6  | Брюллова ул.               | 21 | Рузляева ул.         |
| 7  | Васнецова ул.              | 22 | Саврасова ул.        |
| 8  | Горюшкина-Сорокопудова ул. | 23 | Федотова ул.         |
| 9  | Крамского ул.              | 24 | Чиликанова ул.       |
| 10 | Кузнецова ул.              | 25 | Яфарова ул.          |
| 11 | Кустодиева ул.             | 26 | Аргунова пр-д.       |
| 12 | Левитана ул.               | 27 | Крамского пр-д.      |
| 13 | Локтионова ул.             | 28 | Левицкого 2-й пр-д.  |
| 14 | Междуречье ул.             | 29 | Полтавский 1-й пр-д. |
| 15 | Междуречье 2-я ул.         | 30 | Тропинина пр-д.      |

#### Микрорайон «Терновка (Гидрострой)»
| № | Наименование          |
| - | --------------------- |
| 1 | Перспективная ул.     |
| 2 | Пушанина ул.          |
| 3 | Рябова ул.            |
| 4 | Терновского ул.       |
| 5 | Экспериментальная ул. |
| 6 | Электрический пр-д.   |
| 7 | ЯК 7/5 терр.          |

#### Микрорайон «Терновка (посёлок Аэропорта)»
| № | Наименование        |
| - | ------------------- |
| 1 | Гайдара ул.         |
| 2 | Ереванская ул.      |
| 3 | Перспективная ул.   |
| 4 | Центральная ул.     |
| 5 | сдт Авиатор-1 терр. |
| 6 | сдт Авиатор-2 терр. |
| 7 | сдт Авиатор-3 терр. |

#### Микрорайон «Окружная»
| №  | Наименование          | №  | Наименование                 |
| -- | --------------------- | -- | ---------------------------- |
| 1  | Верхне-Вишневая ул.   | 22 | Вишневый 2-й пр-д.           |
| 2  | Вишневая ул.          | 23 | Водопьянова пр-д.            |
| 3  | Водопьянова ул.       | 24 | Красные Кирпичики 1-й пр-д.  |
| 4  | Воронова ул.          | 25 | Литовский 1-й пр-д.          |
| 5  | Загородная ул.        | 26 | Литовский 2-й пр-д.          |
| 6  | Кижеватова ул.        | 27 | Литовский 3-й пр-д.          |
| 7  | Костычева ул.         | 28 | Овражный пр-д.               |
| 8  | Красные Кирпичики ул. | 29 | Овражный 1-й пр-д.           |
| 9  | Курская ул.           | 30 | Овражный 2-й пр-д.           |
| 10 | Кутузова ул.          | 31 | Оранжерейный 1-й пр-д.       |
| 11 | Литовская ул.         | 32 | Оранжерейный 2-й пр-д.       |
| 12 | Маршала Крылова ул.   | 33 | Свердлова 1-й пр-д.          |
| 13 | Ново-Тамбовская ул.   | 34 | Свердлова 2-й пр-д.          |
| 14 | Новороссийская ул.    | 35 | Силикатный 2-й пр-д.         |
| 15 | Овражная ул.          | 36 | Березовский пер.             |
| 16 | Окружная ул.          | 37 | Березовский 1-й пер.         |
| 17 | Оранжерейная ул.      | 38 | Березовский 2-й пер.         |
| 18 | Российская ул.        | 39 | Березовский 3-й пер.         |
| 19 | Силикатная ул.        | 40 | Первомайский пер.            |
| 20 | Среднекутузовская ул. | 41 | Октябрьский Сад кордон терр. |
| 21 | Вишневый 1-й пр-д.    |    |                              |

#### Микрорайон «Кривозерье»
| №  | Наименование             | №  | Наименование                     |
| -- | ------------------------ | -- | -------------------------------- |
| 1  | 40 лет Октября ул.       | 20 | Батайский 2-й пр-д.              |
| 2  | Батайская ул.            | 21 | Батайский 3-й пр-д.              |
| 3  | Бурмистрова ул.          | 22 | Батайский 4-й пр-д.              |
| 4  | Бухарская ул.            | 23 | Батайский 5-й пр-д.              |
| 5  | Дизельная ул.            | 24 | Бурмистрова 1-й пр-д.            |
| 6  | Ижевская ул.             | 25 | Бурмистрова 2-й пр-д.            |
| 7  | Кривозерье ул.           | 26 | Бурмистрова 3-й пр-д.            |
| 8  | Малышкина ул.            | 27 | Бухарский 1-й пр-д.              |
| 9  | Окружная ул.             | 28 | Бухарский 2-й пр-д.              |
| 10 | Орловская ул.            | 29 | Кривозерье 1-й пр-д.             |
| 11 | Суматовка ул.            | 30 | Кривозерье 2-й пр-д.             |
| 12 | Тамалинская ул.          | 31 | Черниговский 1-й пр-д.           |
| 13 | Черниговская ул.         | 32 | Черниговский 2-й пр-д.           |
| 14 | Шемышейская ул.          | 33 | Черниговский 3-й пр-д.           |
| 15 | 40 лет Октября 1-й пр-д. | 34 | Черниговский 4-й пр-д.           |
| 16 | 40 лет Октября 2-й пр-д. | 35 | Черниговский 5-й пр-д.           |
| 17 | 40 лет Октября 3-й пр-д. | 36 | Черниговский 6-й пр-д.           |
| 18 | 40 лет Октября 4-й пр-д. | 37 | Бухарский пер.                   |
| 19 | Батайский 1-й пр-д.      | 38 | Декоративные культуры свх. терр. |

#### Микрорайон «посёлок Газовый»
| # | Наименование               |
| - | -------------------------- |
| 1 | Дома Торбеевского ЛПМГ ул. |
| 2 | Запорожская ул.            |
| 3 | Окружная ул.               |
| 4 | Энгельса ул.               |
| 5 | Окружной 1-й пр-д.         |
| 6 | Окружной 2-й пр-д.         |
| 7 | Окружной 3-й пр-д.         |

#### Микрорайон «Весёловка»
| №  | Наименование             | №  | Наименование                   |
| -- | ------------------------ | -- | ------------------------------ |
| 1  | Академика Сахарова ул.   | 33 | Вологодский 1-й пр-д.          |
| 2  | Аксакова ул.             | 34 | Вологодский 2-й пр-д.          |
| 3  | Балашовская ул.          | 35 | Вологодский 3-й пр-д.          |
| 4  | Волгоградская ул.        | 36 | Кубанский 1-й пр-д.            |
| 5  | Вологодская ул.          | 37 | Кубанский 2-й пр-д.            |
| 6  | Запорожская ул.          | 38 | Липовский пр-д.                |
| 7  | Зеленодольская ул.       | 39 | Липовский 1-й пр-д.            |
| 8  | Кондольская ул.          | 40 | Липовский 2-й пр-д.            |
| 9  | Кубанская ул.            | 41 | Липовский 3-й пр-д.            |
| 10 | Кубанская 2-я ул.        | 42 | Орловский 1-й пр-д.            |
| 11 | Курская ул.              | 43 | Орловский 2-й пр-д.            |
| 12 | Липовская ул.            | 44 | Орловский 3-й пр-д.            |
| 13 | Львовская ул.            | 45 | Орловский 4-й пр-д.            |
| 14 | Мереняшева ул.           | 46 | Пермский пр-д.                 |
| 15 | Окружная ул.             | 47 | Подольский 1-й пр-д.           |
| 16 | Орловская ул.            | 48 | Симферопольский пр-д.          |
| 17 | Пермская ул.             | 49 | Симферопольский 1-й пр-д.      |
| 18 | Подольская ул.           | 50 | Симферопольский 2-й пр-д.      |
| 19 | Симферопольская ул.      | 51 | Ставропольский 1-й пр-д.       |
| 20 | Ставропольская ул.       | 52 | Харьковский 1-й пр-д.          |
| 21 | Ферганская ул.           | 53 | Симферопольский пер.           |
| 22 | Харьковская ул.          | 54 | Симферопольский 1-й пер.       |
| 23 | Чебышёва ул.             | 55 | Симферопольский 2-й пер.       |
| 24 | Энгельса ул.             | 56 | Симферопольский 3-й пер.       |
| 25 | 40 лет Октября 5-й пр-д. | 57 | Симферопольский 4-й пер.       |
| 26 | 40 лет Октября 6-й пр-д. | 58 | Симферопольский 5-й пер.       |
| 27 | Бурмистрова 3-й пр-д.    | 59 | Симферопольский 6-й пер.       |
| 28 | Волгоградский 1-й пр-д.  | 60 | Симферопольский 7-й пер.       |
| 29 | Волгоградский 2-й пр-д.  | 61 | Симферопольский 8-й пер.       |
| 30 | Волгоградский 3-й пр-д.  | 62 | сдт Здоровье-1 тер.            |
| 31 | Волгоградский 4-й пр-д.  | 63 | Веселовский лесопитомник терр. |
| 32 | Волгоградский 5-й пр-д.  |    |                                |

#### Микрорайон «Совхоз-Техникум»
| № | Наименование           |
| - | ---------------------- |
| 1 | Совхоз-Техникум ул.    |
| 2 | СДТ Засека терр.       |
| 3 | СДТ Казённый Сад терр. |
| 4 | Совхоз-Техникум терр.  |

#### Микрорайон «коттеджный посёлок Дубрава»
| №  | Наименование         | №  | Наименование         |
| -- | -------------------- | -- | -------------------- |
| 1  | Дивная ул.           | 11 | Лиственный 3-й пр-д. |
| 2  | Журавского ул.       | 12 | Лиственный 4-й пр-д. |
| 3  | Зимняя ул.           | 13 | Основной 1-й пр-д.   |
| 4  | Летняя ул.           | 14 | Основной 2-й пр-д.   |
| 5  | Лиственная ул.       | 15 | Основной 3-й пр-д.   |
| 6  | Основная ул.         | 16 | Основной 4-й пр-д.   |
| 7  | Полянка ул.          | 17 | Дубрава Поселок      |
| 8  | Тихая ул.            |    |                      |
| 9  | Лиственный 1-й пр-д. |    |                      |
| 10 | Лиственный 2-й пр-д. |    |                      |

#### Микрорайон «коттеджный посёлок Горки»
| № | Наименование |
| - | ------------ |
| 1 | Высокая ул.  |

#### Микрорайон «коттеджный посёлок Зелёная поляна»
| №  | Наименование          | №  | Наименование         |
| -- | --------------------- | -- | -------------------- |
| 1  | Апрельская ул.        | 13 | Мещерский 2-й пр-д.  |
| 2  | Васильковая ул.       | 14 | Мещерский 3-й пр-д.  |
| 3  | Вечерняя ул.          | 15 | Мещерский 4-й пр-д.  |
| 4  | Грибная ул.           | 16 | Мещерский 5-й пр-д.  |
| 5  | Котранского ул.       | 17 | Мещерский 6-й пр-д.  |
| 6  | Майская ул.           | 18 | Мещерский 7-й пр-д.  |
| 7  | Мещерская ул.         | 19 | Мещерский 8-й пр-д.  |
| 8  | Апрельский пр-д.      | 20 | Мещерский 9-й пр-д.  |
| 9  | Васильковый 1-й пр-д. | 21 | Мещерский 10-й пр-д. |
| 10 | Васильковый 2-й пр-д. | 22 | Мещерский 11-й пр-д. |
| 11 | Малахитовый пр-д.     | 23 | Янтарный пр-д.       |
| 12 | Мещерский 1-й пр-д.   |    |                      |

#### Микрорайон «Тепличный»
| №  | Наименование     | №  | Наименование                                   |
| -- | ---------------- | -- | ---------------------------------------------- |
| 1  | Блока ул.        | 12 | Фета ул.                                       |
| 2  | Булгакова ул.    | 13 | Швецова ул.                                    |
| 3  | Верхняя ул.      | 14 | Юго-Западная ул.                               |
| 4  | Декоративная ул. | 15 | Булгакова пр-д.                                |
| 5  | Евстифеева ул.   | 16 | Евстифеева пр-д.                               |
| 6  | Нижняя ул.       | 17 | Нижний 1-й пр-д.                               |
| 7  | Паустовского ул. | 18 | Нижний 2-й пр-д.                               |
| 8  | Пришвина ул.     | 19 | Паустовского пр-д.                             |
| 9  | Сергеева ул.     | 20 | 1 очередь Юго-Запад Тепличного комбината терр. |
| 10 | Тепличная ул.    | 21 | Тепличный комбинат квартал терр.               |
| 11 | Тютчева ул.      |    |                                                |

#### Микрорайон «станция Кривозёровка»
| № | Наименование            | №  | Наименование                      |
| - | ----------------------- | -- | --------------------------------- |
| 1 | Бийская ул.             | 9  | Ртищевская ул.                    |
| 2 | Главная ул.             | 10 | Заозёрный пр-д.                   |
| 3 | Дальнереченская 1-я ул. | 11 | Заозёрный 1-й пер.                |
| 4 | Дальнереченская 2-я ул. | 12 | Заозёрный 2-й пер.                |
| 5 | Заозёрная ул.           | 13 | Заозёрный 3-й пер.                |
| 6 | Заозёрная 1-я ул.       | 14 | Родниковый пер.                   |
| 7 | Заозёрная 2-я ул.       | 15 | Станция Кривозеровка терр.        |
| 8 | Родниковая ул.          | 16 | квартал Старая Кривозеровка терр. |

#### Микрорайон «Ленинский лесхоз»
| № | Наименование            |
| - | ----------------------- |
| 1 | Ленинский Мехлесхоз ул. |

#### Микрорайон «Сурский квартал»
| № | Наименование         |
| - | -------------------- |
| 1 | Натальи Лавровой ул. |

#### Прочие территории, содержащиеся в КЛАДР и ФИАС
| № | Наименование    |
| - | --------------- |
| 1 | Арбековская ул. |